# Erste Donau-Dampfschiffahrts-Gesellschaft
Koordinaten: 48° 13′ 26,5″ N, 16° 24′ 28,8″ O
Die Erste Donau-Dampfschiffahrts-Gesellschaft, kurz DDSG beziehungsweise umgangssprachlich Donaudampfschiffahrtsgesellschaft genannt, ist eine ehemals bedeutende österreichische Schifffahrtsgesellschaft zur Beschiffung der Donau sowie ihrer Nebenflüsse und galt zeitweise als größte Binnen-Reederei der Welt. Sie war eine Aktiengesellschaft. Zu Zeiten Österreich-Ungarns trug das Unternehmen den Zusatz k.k. privilegiert, die ungarische Entsprechung lautete Első Duna-Gőzhajózási Társaság, kurz DGT.

Hausflagge der DDSG

In den 1990er Jahren wurde die Gesellschaft aufgeteilt und privatisiert. Ihre Nachfolgegesellschaften sind die DDSG Blue Danube im Passagierbereich und die DDSG Cargo im Frachtbereich. Letztere wurde 2007 weiterverkauft und in Erste Donau-Dampfschiffahrts-Gesellschaft rückbenannt, firmiert seit 2013 aber als First-DDSG. Die Zentrale der DDSG Blue Danube befindet sich am Wiener Handelskai Nummer 265.
Der Donaudampfschiffahrtsgesellschaftskapitän ist ein häufig zitiertes Beispiel für lange Komposita in der deutschen Sprache.

## Geschichte

### Gründung

Historisches DDSG-Wappen

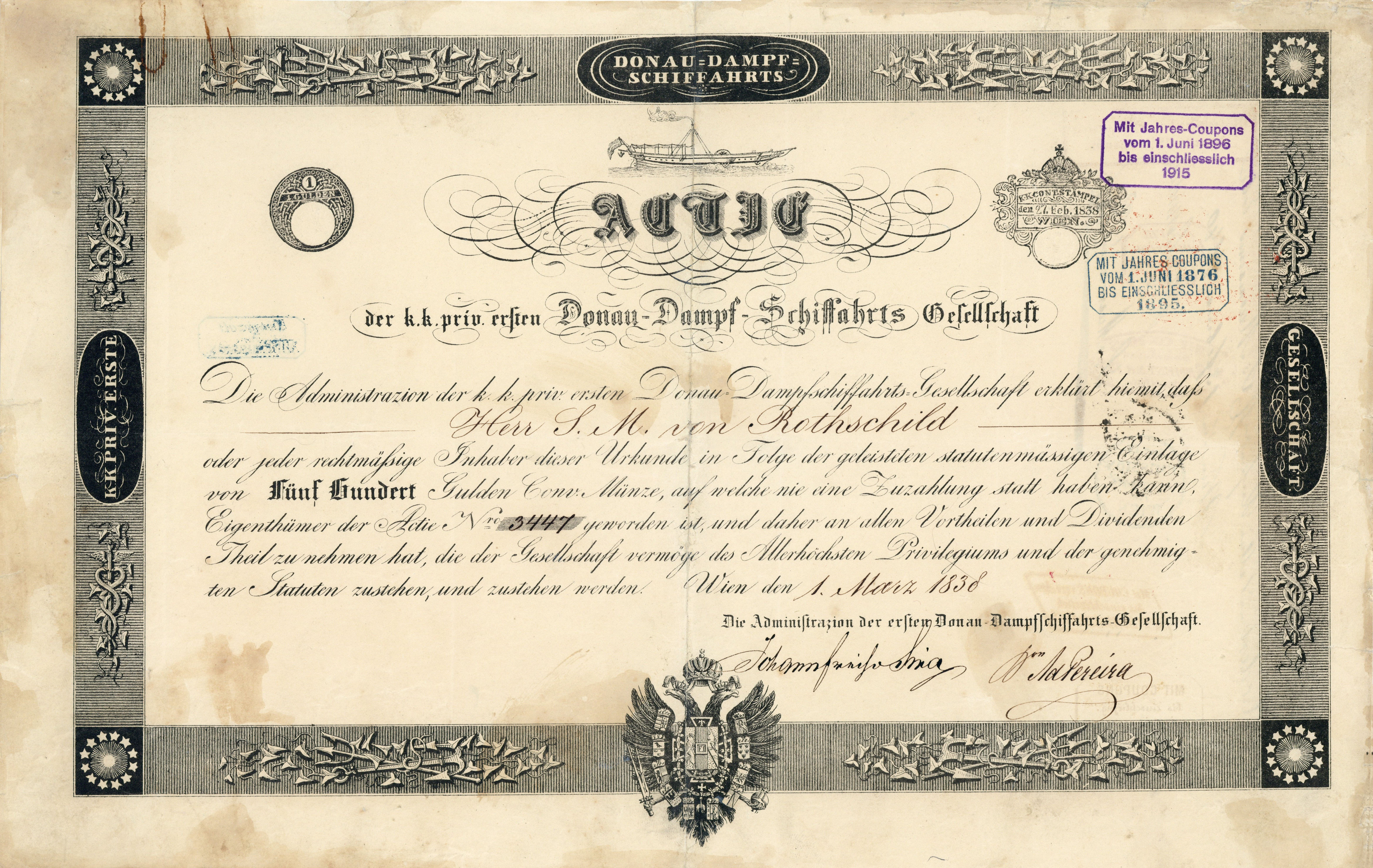
Gründeraktie der k.k. ersten Donau-Dampfschiffahrts-Gesellschaft über 500 Gulden, ausgestellt auf den Bankier S. M. von Rothschild in Wien am 1. März 1838, eigenhändig unterschrieben von dem Großhändler und Bankier Johann Simon von Sina und von dem Bankier und Großindustriellen Freiherrn von Pereira-Arnstein

Nach mehreren missglückten Anläufen der auch vom Staat forcierten Schifffahrt auf der Donau und deren Nebenflüssen wurde am 13. März 1829 in Wien die Erste k.k. privilegierte Donau-Dampfschiffahrts-Gesellschaft gegründet. Treibende Kraft hinter der Gründung der Gesellschaft waren die beiden Engländer John Andrews und Joseph Pritchard:

„Es ist bereits in den öffentlichen Blättern bekannt gemacht worden, daß die Herren Andrews und Prichard, rühmlich bekannt durch die auf dem Genfer-und Comer-See, dann auf dem Po erbauten Dampfschiffe, in Wien angekommen sind, und die Absicht haben, eine Actien-Gesellschaft zu bilden, um die Dampfschifffahrt auf der Donau zu erzwecken. Diese Gesellschaft bildet sich so eben, und ihre Absicht ist, mit einem Dampfboote von 60 Pferden Kraft, welches die Herren Andrews und Prichard für die Summe von hunderttausend Gulden liefern, diesen Hauptstrom der Oesterreichischen Monarchie mit Reisenden und Waaren zu befahren. Es ist bereits über die Hälfte der Actien, jede zu 500 fl. Conv. Münze, unterzeichnet. Die bisherigen Actionäre werden durch einen provisorischen Ausschuẞ vorgestellt, welcher aus den Herren J. Benvenuti, Freyherr von Friesenhof, Heinrich Freyherr von Geymüller, J .B. Freyherr von Puthon, und J. Ritter von Sina besteht. Jene Personen, welche als Actionäre zu unterzeichnen gesonnen sind, belieben sich bey den Herren Schuller und Comp., am Hof Nr. 329, zu melden.“

Zu den Aktionären der Gesellschaft zählten Kronprinz Ferdinand, der ungarische Palatin Erzherzog Joseph, Fürst Metternich, Mitglieder des Hochadels und der Wiener Großbanken sowie der ungarische Unternehmer Graf Istvan Szechenyi. Bereits 1813 hatte Kaiser Franz I. (auf Drängen Metternichs) in einem kaiserlichen Dekret demjenigen ein ausschließliches Privileg zugesichert, der imstande war Güter auf der Donau stromaufwärts ohne die Verwendung von Zugtieren zu transportieren – de facto der Startschuss für die Dampfschifffahrt in Österreich. Jedoch sollte es noch knapp 20 Jahre dauern, bis sich die Dampfschifffahrt auf der Donau etablieren konnte.
Am 24. April 1818 erging eine Circulare der k. k. Landesregierung im Erzherzogthume Oesterreich unter der Enns, wonach das Privileg „auf die Dauer von 15 Jahren in der Art verliehen werden soll, daß an demselben alle jene Unternehmen, welche bis letzten Oktober 1818 auf der Donau mit einem Dampfschiffe […] eine Probefahrt von Preßburg bis Wien, oder von Wien bis Krems, oder auf einer anderen ähnlichen Strecke befriedigend vornehmen werden“, zu gleichen Anteilen Anspruch haben sollten.

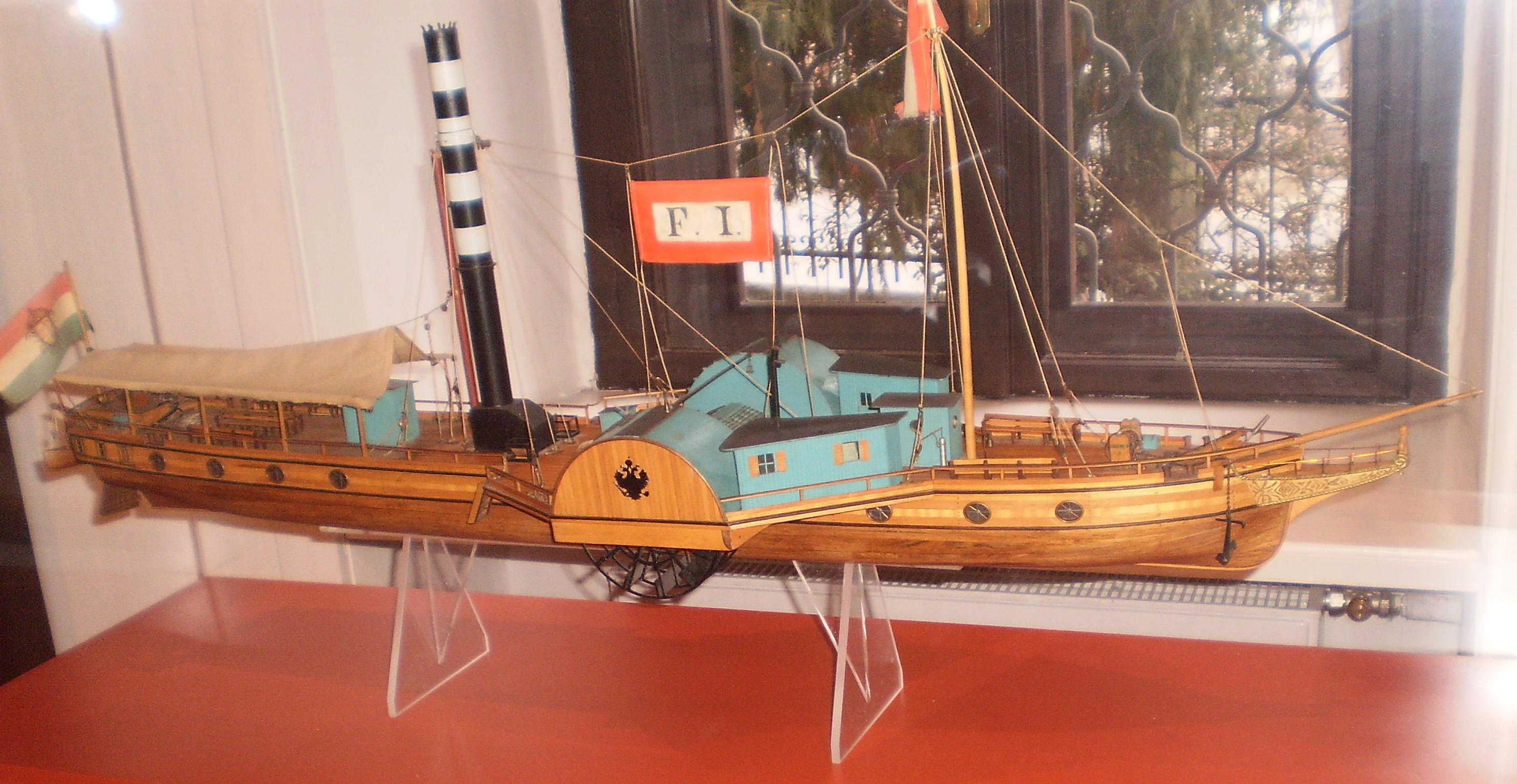
Das erste Schiff der DDSG: Franz I. (1830)

Ab dem 14. September 1830 verkehrte der auf einer Werft in Floridsdorf gebaute hölzerne Dampfer Franz I. zwischen Wien und Budapest. Seine Seitenhebel-Dampfmaschine von 240 PSi Leistung kam ebenso wie die Maschinisten von Boulton & Watt aus England, da es in Österreich durch das fehlende Know-how zu dieser Zeit noch nicht möglich war, Dampfmaschinen zu bauen. Die Talfahrt der Franz I. nach Budapest dauerte über 14 Stunden, die Bergfahrt nach Wien sogar 48 Stunden. Trotzdem war die Fahrt ein großer Erfolg und eine Sensation, so dass ein regelmäßiger Dienst eingerichtet wurde. Man war sich jedoch des Gelingens des Unternehmens nicht ganz sicher, so dass der Dampfer vorerst an seine Erbauer gegen einen Pachtzins von 9.000 Gulden im ersten Jahr vermietet wurde.
Ein großer Förderer der Gesellschaft sowie der Dampfschifffahrt auf der ungarischen Donau und ihrer Nebenflüsse wurde der „größte Ungar“ Graf Istvan Szechenyi, welcher als Aktionär recht bald großen Einfluss auf das Unternehmen ausüben sollte. Anfangs verhielt er sich der Gesellschaft distanziert gegenüber, erkannte jedoch bald den Nutzen für die verkehrsmäßige Erschließung Ungarns. Durch seine Initiative und Tatkraft wurde die DDSG schließlich zu einem Unternehmen von nationaler Bedeutung.
Ab dem 20. Februar 1834 kam mit der Pannonia ein zweites Dampfschiff zum Einsatz, das zwischen Preßburg und Pest eingesetzt wurde. Ab diesem Zeitpunkt verkehrte das Dampfboot Franz I. auf der Strecke Pest–Semlin–Moldova. Das ebenfalls neu gebaute Schiff Argo sollte zwischen Moldova und Galacz eingesetzt werden. Nach entsprechender Ausrüstung gelang es der Argo tatsächlich als erstem Dampfschiff, das schwer schiffbare Eiserne Tor zu passieren.
1835 wurde die bisher von Andrews und Pritchard unterhaltene Flotte von der Gesellschaft selbst übernommen und in Folge im selben Jahr auf Initiative von Graf Szechenyi die DDSG eigene Schiffswerft in Alt-Ofen (Obuda) eröffnet, welche in Folge einen Großteil der DDSG-Dampfer bauen sollte. Einer der ersten technischen Leiter und Schiffsbauer der jungen Gesellschaft war der von Boulton & Watt nach Österreich entsendete Joseph John Ruston. 1836 verließ John Andrews aufgrund von Unstimmigkeiten die DDSG und gründete bald darauf gemeinsam mit Ruston die Traunseeschifffahrt. Mit der Maria Anna wurde 1837 auch der Verkehr donauaufwärts bis Linz aufgenommen, dieses Schiff war nach mehreren Umbauten bis 1898 in Betrieb.
In den Gründungsjahren war die DDSG auch in der Hochseeschifffahrt aktiv. Bereits 1834 wurde mit der Maria Dorothea der erste Seedampfer Österreichs in Triest erbaut. Die Maschinen für dieses Schiff stammten ebenso wie die der Flussdampfer noch aus England. Mit diesem und den sechs folgenden Seedampfern war die DDSG vor allem im Schwarzen Meer und in der Levante bis nach Alexandria tätig und trat damit in Konkurrenz zum Österreichischen Lloyd. Der Lloyd schlug schon 1837 eine gegenseitige Begrenzung der Betriebsgebiete am Bosporus vor, was die DDSG zu diesem Zeitpunkt nicht akzeptieren wollte.
Nach dem Zusammenbruch des Bankhauses Geymüller, dessen Chef zugleich seit 1840 die DDSG leitete, kam die Gesellschaft 1841 unter die Verwaltung des Staates. Allerdings kam es im Jahr 1843 zu einer Reorganisation des Unternehmens, im Zuge derer – auch auf politischen Druck hin – die DDSG alle ihre Seedampfer dem Österreichischen Lloyd um 560.000 Gulden verkaufen musste. Damit wurden alle Seelinien aufgegeben.

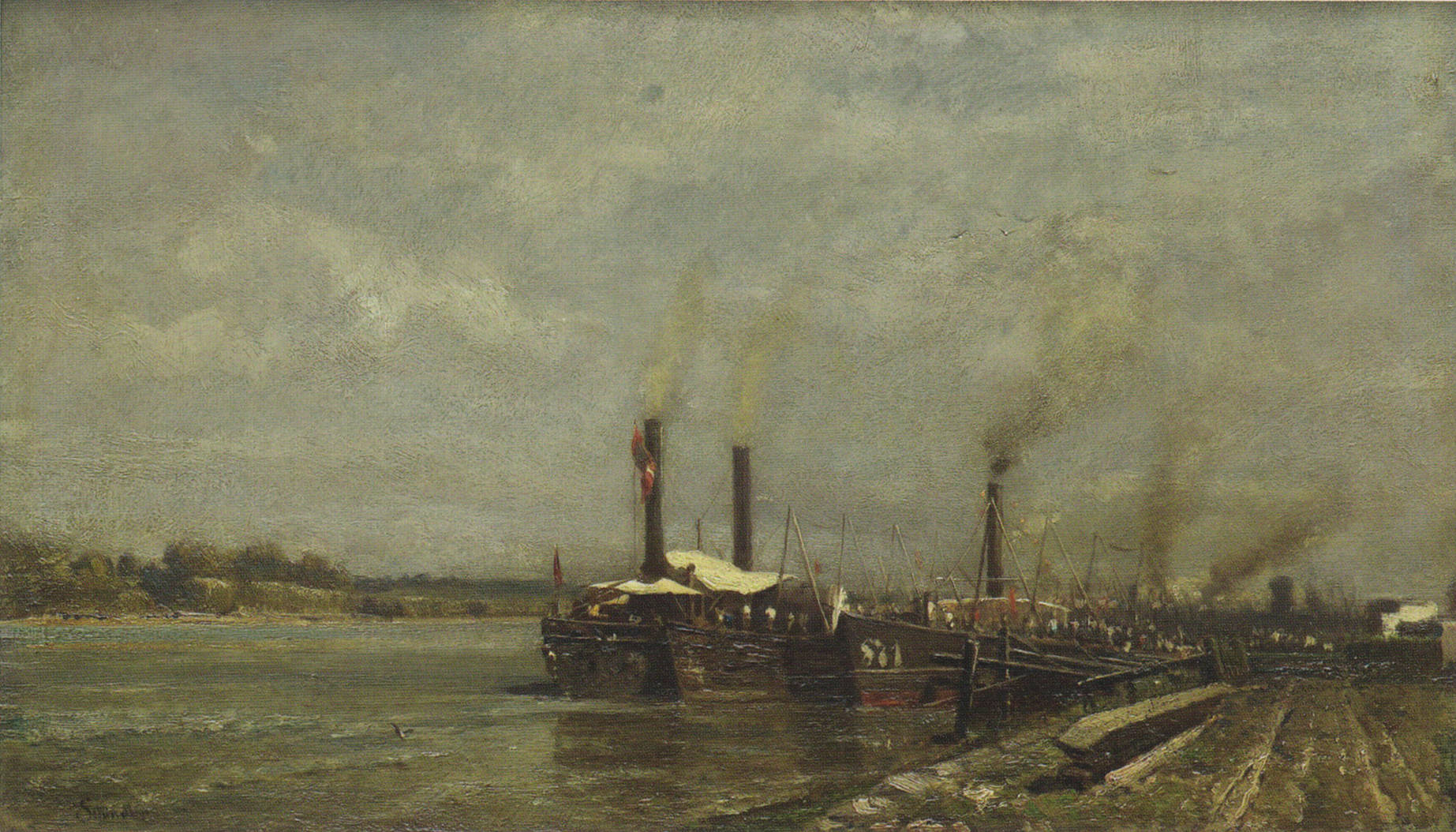
Anlegestelle der DDSG in Kaisermühlen 1871 (Gemälde von Emil Jakob Schindler)

Schiffe der DDSG an der Anlegestelle Handelskai

### Blütezeit
In den folgenden Jahrzehnten entwickelte sich die DDSG nach Bewältigung enormer nautischer Probleme (vor allem im Strudengau und im Eisernen Tor) bis 1880 zur größten Binnenreederei der Welt. Im Jahr 1889 wurden 1.615.850 Personen mit Passagierschiffen (zum Vergleich: 1.612.520 im Jahr 1888 und 17.727 im Jahr 1835) und 155.400 Personen mit Überfuhr- und Lokalschiffen befördert. Ihre Vormachtstellung ließ sich die Gesellschaft – auch nach Erlöschen des ausschließlichen Privilegs 1858 – auch weiterhin von niemandem streitig machen, lästige Konkurrenten wurden systematisch übernommen. Einzig in Ungarn konnten sich in Folge (durch staatliche Förderung ab 1867) eigene Schifffahrtsgesellschaften etablieren. Diese schlossen sich 1895 zur Király Magyar Folyam-és Tengerhajózási Rt., auf Deutsch königlich ungarische Fluss- und Seeschiffahrts Aktiengesellschaft (MFTR) zusammen. Diese sollte in Folge der härteste Konkurrent der Ersten Donau-Dampfschiffahrts-Gesellschaft werden.

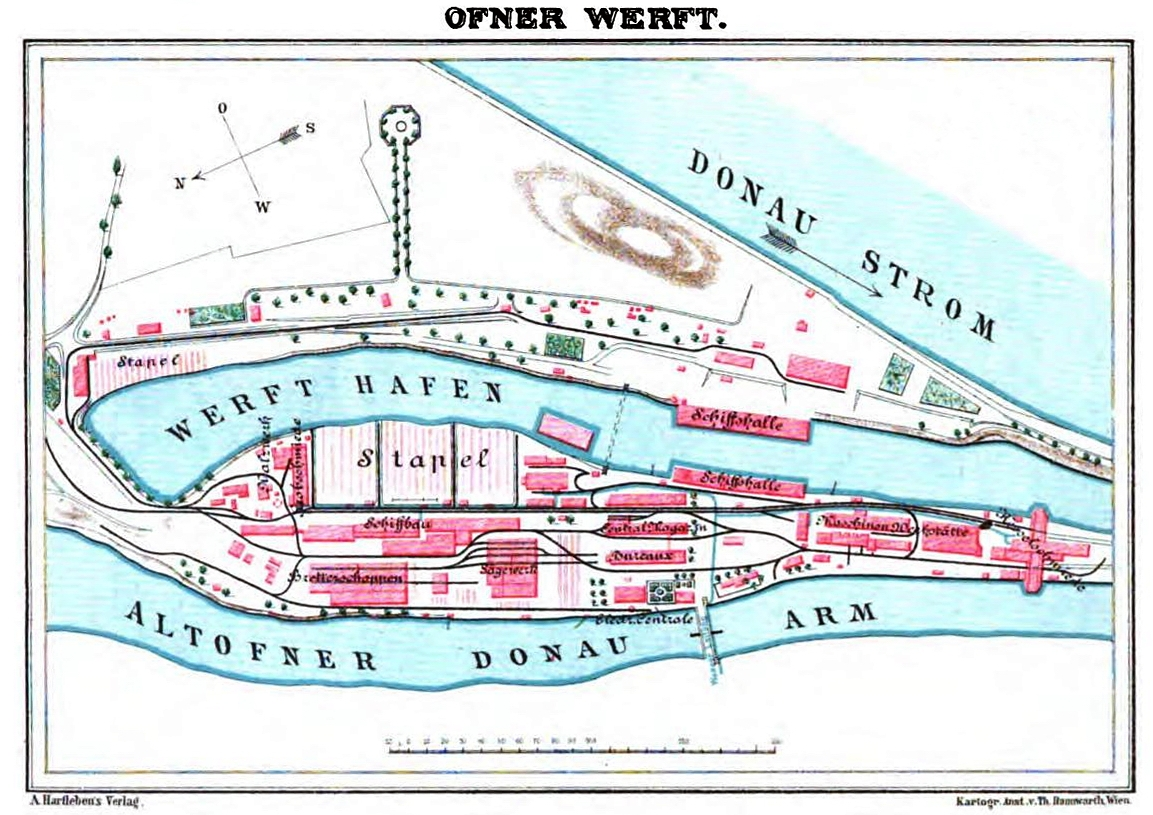
Plan der Schiffswerft Óbuda (eröffnet 1835)

Der Flottenstand der DDSG umfasste zu dieser Zeit über 200 Dampfschiffe und ca. 1.000 Güterkähne. Weiter verfügte die DDSG über eigene Schiffswerften in Òbuda und Korneuburg, sowie seit 1852 über ein Kohlebergwerk bei Pécs (Fünfkirchen) und mehrere Niederlassungen an der Donau. Zur Erschließung der ungarischen Kohlevorkommen betrieb die DDSG eine eigene Eisenbahnstrecke, diese Strecke zählt zu den ältesten im Güterverkehr elektrisch betriebenen Bahnen Ostmitteleuropas. Eine DDSG-Originallokomotive ist im Bahnhistorischen Park Budapest erhalten.

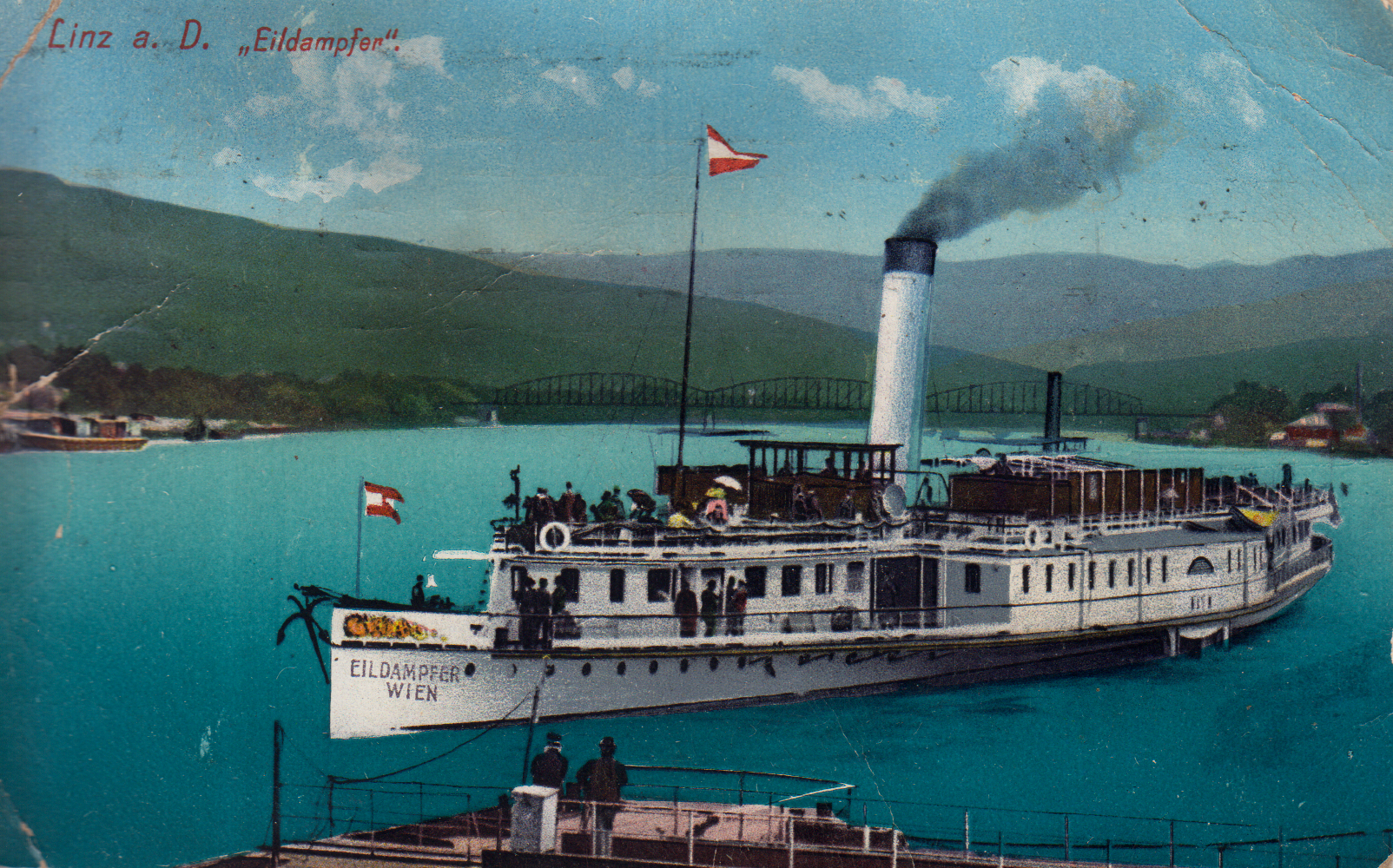
Eildampfer Wien (1913)

Auf den Schiffen der Ersten Donau-Dampfschiffahrts-Gesellschaft wurden damals auch Postsendungen mit eigenen Briefmarken befördert, der Postdienst wurde mit kaiserlicher Genehmigung in den 1840er Jahren aufgenommen. Die Postdampfer führten daher die kaiserliche Postflagge (schwarz-gelb mit schwarzem Doppeladler und dem Wortlaut I. R. Poste). Durch die zunehmende Errichtung eigener Postämter in den vormals osmanisch dominierten Donauländern wurde der Postdienst der Donau-Dampfschiffahrts-Gesellschaft außerhalb Österreich-Ungarns überflüssig und bis 1880 eingestellt.
Cäsar Delle Grazie (1817–1873), der Vater von Marie Eugenie Delle Grazie, war eine Zeitlang DDSG-Oberinspektor im Banat, wechselte aber aufgrund einer Sehbehinderung zum Wiener Großindustriellen Karl von Klein in Drenkowa/Banat. Dort wurde er Direktor des Kohlenbergwerks.

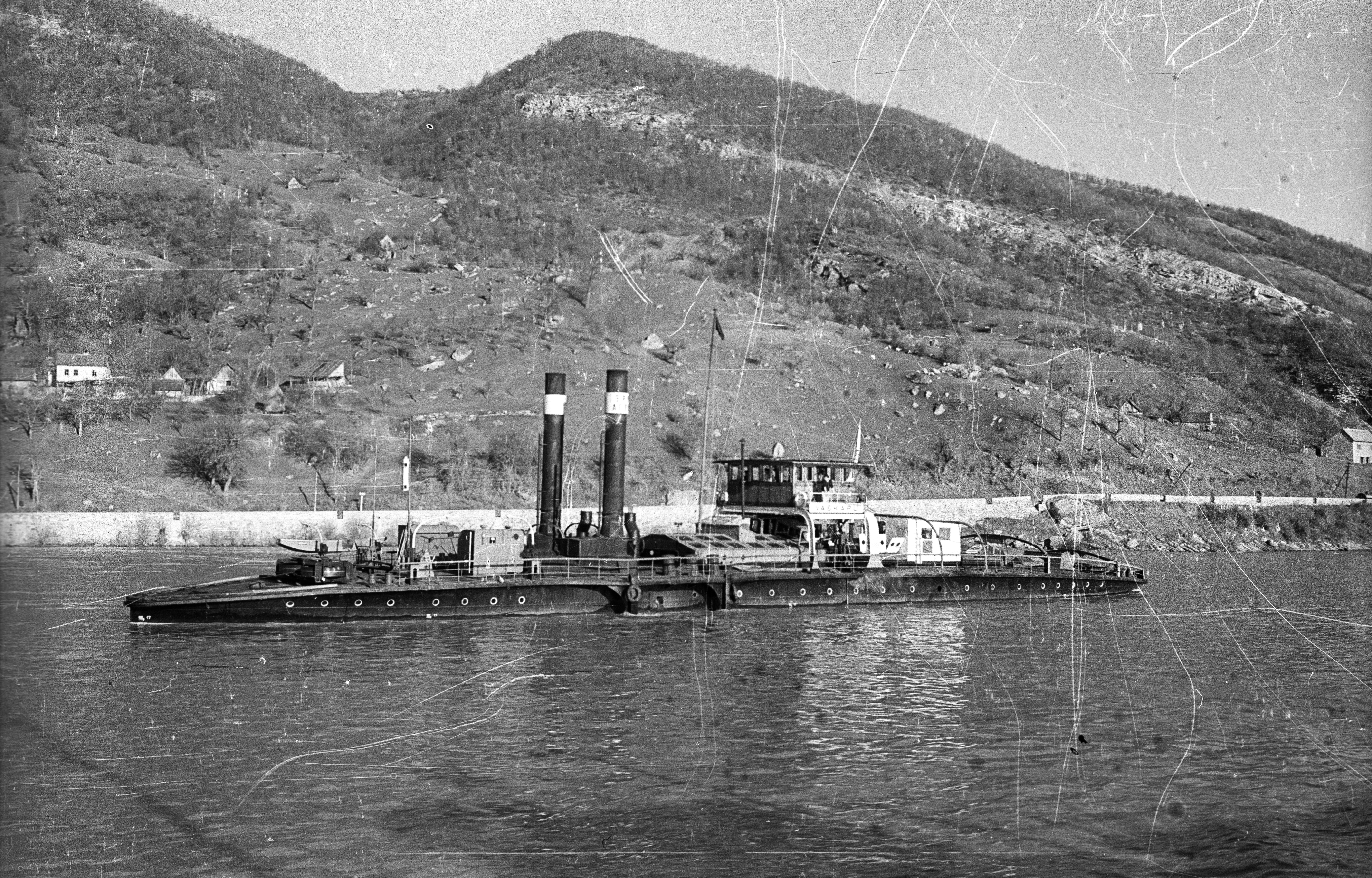
Seilschiff Vaskapu für die Kettenschiffahrt am Eisernen Tor

Bereits im Jahre 1895 gab es auf allen Postschiffen der DDSG elektrische Beleuchtung, es konnte in Schlafsalons und einzelnen Kabinen (welche der ersten Klasse vorbehalten waren) genächtigt werden. Bei Abfahrt des Dampfers am frühen Morgen konnte bereits die Nacht davor ohne Aufpreis (lediglich gegen eine Gebühr für Bett und Bettwäsche) am Schiff verbracht werden.
Am Vorabend des Ersten Weltkriegs erfolgte am 7. Juli 1912 die Eröffnung der Eillinie Wien – Linz, welche mit einer Fahrzeit von siebeneinhalb Stunden bei nur fünf Anlandungen mit den Personenzügen der k.k. Staatsbahnen erfolgreich konkurrenzierte. Im Gegensatz zum Zug konnte erhöhter Komfort (Luxuskabinen, Bordküche und Büffet, sowie Rauchsalon an Deck) geboten werden, wodurch diese Linie sehr erfolgreich wurde. Als Vergleich: der reguläre Postdampfer brauchte bei 30 Zwischenstopps neun Stunden und 15 Minuten. Eröffnet wurde der Expressdienst mit dem Dampfer Wien, ab 1913 wurde er regelmäßig von den beiden von der Schiffswerft Linz gebauten Schwesterschiffen Erzherzog Franz Ferdinand (später Johann Strauss) und Herzogin von Hohenberg (später Franz Schubert) betrieben. Im Gegensatz zu den damaligen Gepflogenheiten der DDSG befand sich die erste Klasse bei diesen Dampfern nicht achtern, sondern im Vorderschiff.
Die stets gelobten Schiffsrestaurationen an Bord der Donaudampfer wurden zumeist in Pacht von versierten Gastwirten geführt, aber auch die großen Speisewagen-Gesellschaften Compagnie Internationale des Wagon-Lits und ihre reichsdeutsche Konkurrenz MITROPA führten Schiffsrestaurants an Bord von Donauschiffen.
1910 wurde mit der Motor I das erste Motorschiff der Reederei in Betrieb genommen. Es wurde von einem 160 PS starken Zweizylinder-Glühkopfmotor der Schiffswerft Übigau (Lizenz Bolinder) angetrieben.

### Vom Ersten zum Zweiten Weltkrieg

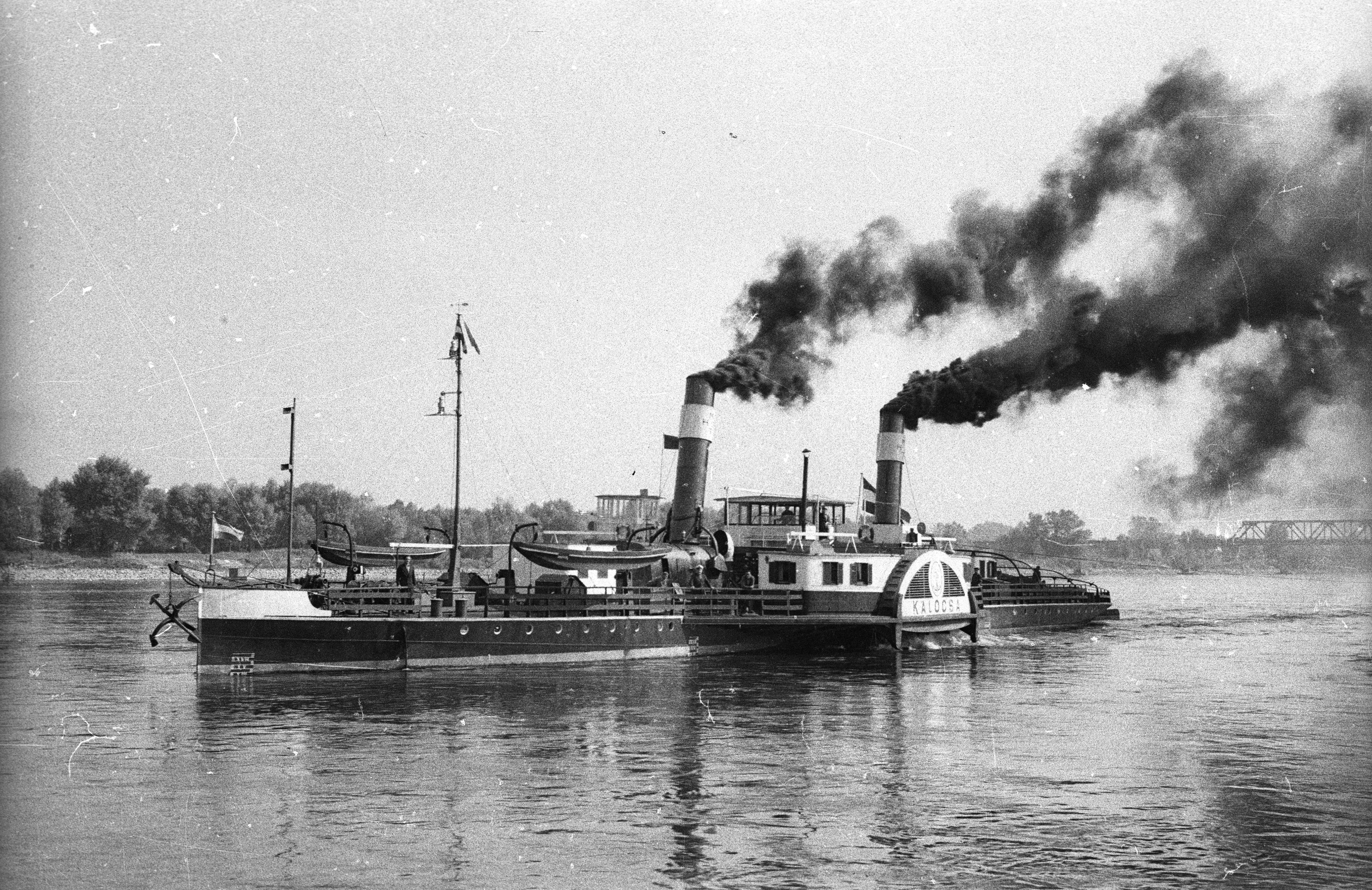
Zugdampfer Atlas, 1941 an die ungarische MFTR verkauft und als Kalocsa weiter in Fahrt

Nach Beginn des Ersten Weltkrieges 1914 wurde der zivile Verkehr immer mehr eingeschränkt und ein Großteil der DDSG-Flotte der k.u.k Donauflottille unterstellt. Der Dampfer Hebe diente bis 1918 als deren Stabsschiff.
Der Weltkrieg bereitete der Donaudampfschiffahrtsgesellschaft durch Kampfhandlungen sehr schwere Verluste, nach 1918 verlor die DDSG schließlich durch den für die österreichische Wirtschaft verhängnisvollen Friedensvertrag von St. Germain nicht weniger als ein Drittel ihrer Flotte an die Nachfolgestaaten der Donaumonarchie. Laut dem von Walker D. Hynes erhobenen Schiedsspruch vom 2. August 1921 mussten – teils mit, teils ohne Entschädigung – 34 Zugdampfer, acht Passagierdampfer, 425 Güterkähne, zwei Tankkähne, 101 Pontons und eine schwimmende Werkstatt abgegeben werden. Schon am 21. Juli 1921 wurde die „Internationalität“ der Donau von den Siegermächten festgelegt, durch die nun erfolgende rasche Gründung von (teils privaten) Donaureedereien in den einzelnen Nachfolgestaaten der Monarchie wurde das bis dahin bestehende de facto Transportmonopol der I. DDSG auf der Donau (welches nur von der ungarischen MFTR annähernd beansprucht werden konnte) zerschlagen. Ein Einschnitt, von dem sich die Gesellschaft nie wieder richtig erholen sollte.
Trotz dieser harten Einschnitte blieben der Donau-Dampfschiffahrts-Gesellschaft ihre im nunmehr von Miklos Horthy regierten Königreich Ungarn gelegene Werft in Obudá, als auch die dortigen Fünfkirchner Kohlereviere weiterhin erhalten.

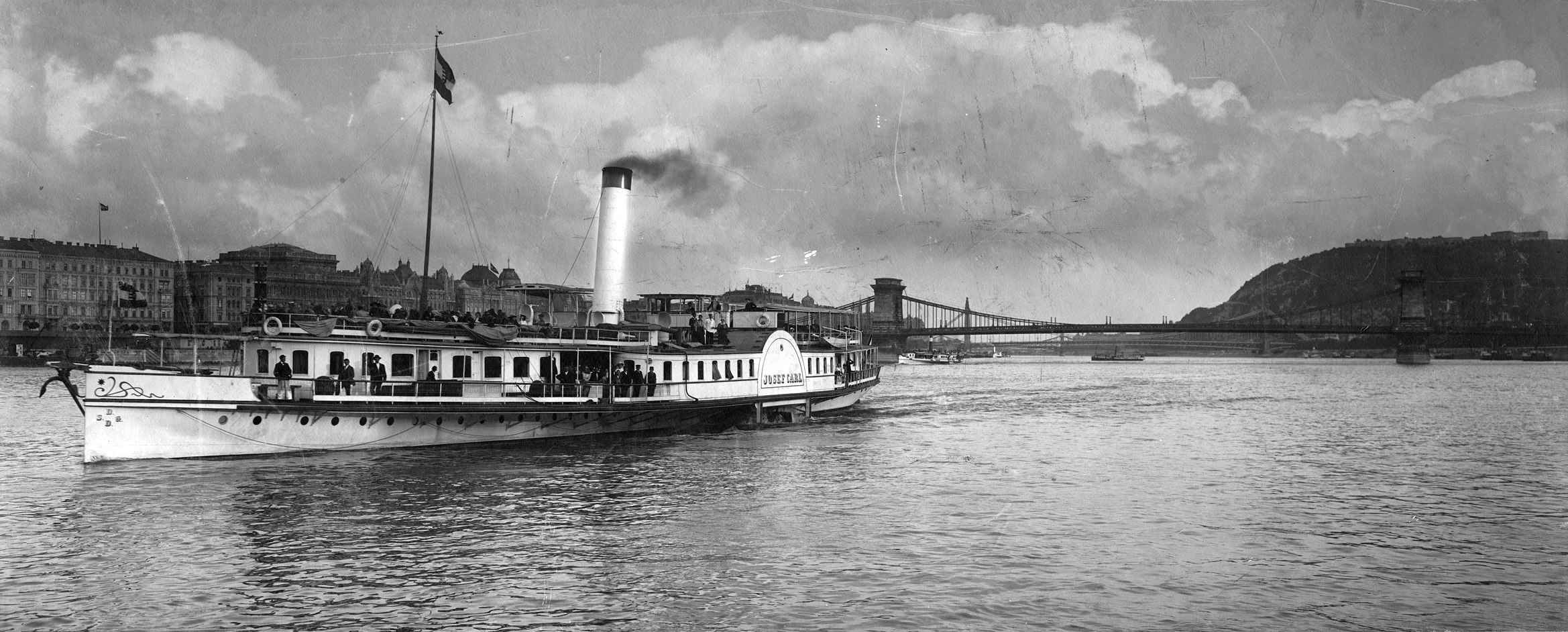
Die Josef Carl in Budapest (1925)

Ein englisches Syndikat, die Danube Navigation Company Ltd., erwarb nach und nach ein Drittel der Aktien der DDSG. Im Jahr 1923 wurde eine Anleihe von 300.000 britischen Pfund aufgelegt, die ebenfalls von der Danube Co. übernommen wurde. 1924 wurden die gesamten Aktien der Süddeutschen Donau-Dampfschiffahrts-Gesellschaft von diesem britischen Syndikat erworben und auch rund die Hälfte der Aktien der MFTR. Die beiden großen Reedereien rückten so nun noch enger zusammen, die SDDSG wurde fusioniert. Im Jahr 1924 besaß die DDSG insgesamt 81 Dampfschiffe, ein Motorschiff und 443 Güter- und Tankkähne. Im Jahr 1926 gingen DDSG und MFTR, bedingt durch die steigenden Verluste infolge des verlorenen Monopols, eine für beide Reedereien vorteilhafte Betriebsgemeinschaft (genauer gesagt ein „Agentierungs- und Remorqueabkommen“) ein, die eine bessere Ausnützung der vorhandenen Kapazitäten und den Wegfall von unrentablen Parallelfahrten brachte. 1927 trat der Betriebsgemeinschaft auch der Bayerische Lloyd bei und 1929 auch die nach dem Ersten Weltkrieg entstandene französische Donauschiffahrts-Gesellschaft und die Continentale Motorschiffahrt AG (COMOS). Anfang der 1930er Jahre gelang es der DDSG (mithilfe der Bodencredit-Anstalt) sich wieder von der englischen Gruppe zu emanzipieren, welche sich daraufhin auf ihre reinen Besitzrechte an DDSG und MFTR zurückzog. 1934 wurden erfolgreiche Abkommen mit der tschechoslowakischen, jugoslawischen und rumänischen Donauschifffahrt geschlossen, welche eine Vereinigung von Interessen brachten und unnötige Konkurrenz vermied. Die Betriebsgemeinschaft existierte bis zum Ende des Zweiten Weltkriegs.
1934 und 1935 wurde das trotz der britischen Beteiligung finanziell nicht besonders gut dastehende Unternehmen durch den Staat umfangreich saniert, die Gehälter des Personals wurden um bis zu 20 % gekürzt. Gemäß der Linie der austrofaschistischen Regierung hielt nun ein italienisches Konsortium rund 46 % des Kapitals, 26 % gehörten dem österreichischen Staat und 24 % der sanierten Creditanstalt. Italien stellte insgesamt 10 Millionen Schilling bereit, mit denen ein umfangreiches Investitionsprogramm angegangen wurde. Es sollten nun mehr ausschließlich Motorschiffe gebaut werden, einige der immer noch kohlegefeuerten Dampfschiffe sollten auf Ölfeuerung umgebaut werden. Für diese umfangreichen Neu- und Umbauten war die Schiffswerft Korneuburg vorgesehen, während die in Ungarn liegende Schiffswerft Óbuda nur mehr zu Reparaturarbeiten herangezogen werden sollte.

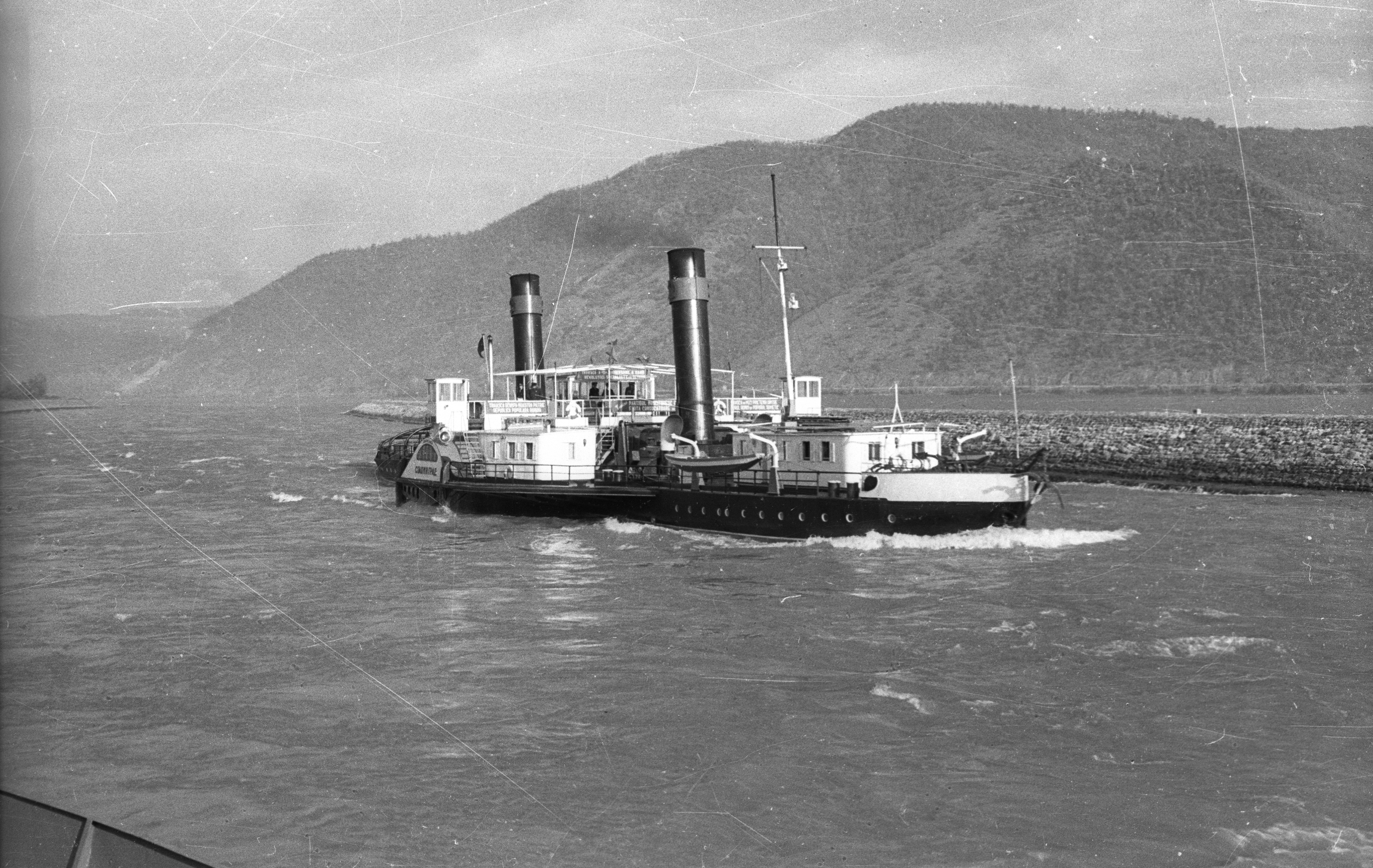
Zugdampfer Stalingrad, ex Oesterreich, mit 2400 PS stärkstes Dampfschiff der DDSG (gebaut 1927)

Trotz der Depression und der gesunkenen Einnahmen konnten in der Zwischenkriegszeit dank der britischen Beteiligung die Verluste wieder aufgebaut und wichtige Investitionen getätigt werden, so wurden bis 1922 ein Quartett an vier Expressdampfern (Saturnus, Uranus, Helios und Jupiter) für den Langstreckendienst an die untere Donau in Dienst gestellt. 1927 lief mit dem 2400 PS starken und 72 Meter langen Zugdampfer Österreich das letzte und stärkste Dampfschiff der DDSG in Òbuda vom Stapel. In den 1930er Jahren begann das Zeitalter der Motorschiffe bei der DDSG, nachdem sich der Dieselmotor langsam als zuverlässige Antriebsmaschine etabliert hatte. 1937 liefen mit den Schiffen der sogenannten Feldherren-Klasse die ersten vier Motorgüterschiffe der DDSG in Korneuburg vom Stapel, denen 1939/40 die beiden diesel-elektrisch angetriebenen Personenschiffe Stadt Wien und Stadt Passau folgten. Sie waren die ersten motorangetriebenen Fahrgastschiffe der Gesellschaft.
Am 5. Juni 1933 brannte der Dampfer Franz Schubert am Wiener Handelskai durch ein vermutlich in der Küche des Schiffsrestaurants ausgebrochenes Feuer vollkommen aus. Er wurde wieder neu aufgebaut. Im Gegensatz dazu war die am 11. Juni 1936 an der Wiener Reichsbrücke gesunkene Wien ein Totalschaden. Die Katastrophe, bei der das steuerlos auf der Hochwasser führenden Donau gegen einen Pfeiler der Reichsbrücke getriebene Schiff kenterte und zerbrach, kostete sechs Personen (darunter vier Frauen) das Leben.
Die langsame Aufwärtsbewegung der Zwischenkriegszeit wurde durch den Zweiten Weltkrieg jäh unterbrochen. Zahlreiche Einheiten mussten an die Kriegsmarine abgegeben werden. Die im Gesellschaftsbesitz befindlichen Schiffswerften, das Kohlenbergwerk sowie große Teile der Flotte (insgesamt 85 % des gesamten Besitzes) gingen im und nach dem Zweiten Weltkrieg endgültig verloren und wurden schließlich verstaatlicht.

### Nachkriegszeit und Verstaatlichung

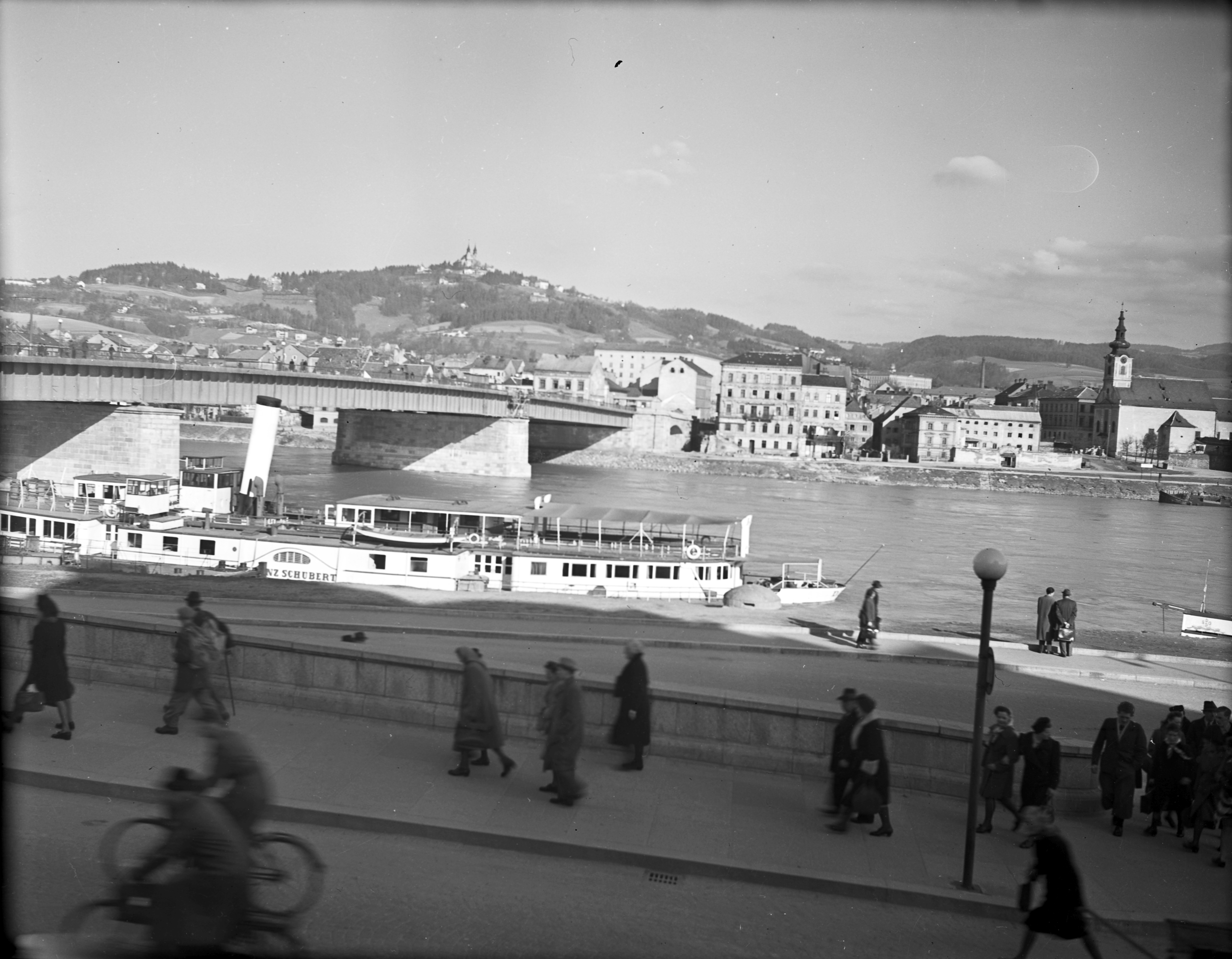
Die Franz Schubert in Linz (1949)

In der Besatzungszeit nach 1945 war die DDSG großteils als „Deutsches Eigentum“ unter sowjetischer Kontrolle. Im Rahmen der Verstaatlichungsgesetze wurde die Gesellschaft ins Eigentum der Republik Österreich überführt, was die Sowjetunion allerdings bis zum Staatsvertrag 1955 nicht anerkennen wollte. Aus dieser unklaren Eigentümersituation resultierte, dass die ersten Neubauten der DDSG nach dem Krieg unter der Reedereibezeichnung Österreichische Bundesschiffahrt (ÖBS) in Dienst gestellt wurden und es erst nach dem Staatsvertrag wieder zu einer Vereinheitlichung der DDSG kam. Bis dahin gab es eine österreichische DDSG mit Sitz in Linz und eine sowjetische DDSG (als Teil des USIA-Konzernes) mit Sitz in Wien. So konnte erst nach zaghaften Verhandlungen mit der russischen Besatzungsmacht im Jahre 1952 wieder der regelmäßige Schiffsverkehr zwischen Wien und Linz aufgenommen werden, die sowjetische Verwaltung der 1. DDSG betrieb jedoch parallel dazu eine eigenen Passagierdienst auf der Donau zwischen Wien und Ybbs, u. a. mit der gehobenen und wieder in Dienst gestellten Helios – nun propagandistisch Kaukasus genannt.
Durch den nach dem Krieg begonnenen Bau der Donaukraftwerke und den damit verbundenen langen Schleusenzeiten, geriet die einstmals schnelle Schiffsverbindung der DDSG gegenüber Bahn und Auto endgültig ins Hintertreffen und der Passagierdienst der Gesellschaft entwickelte sich in Folge zum rein touristischen Betrieb. 1965 wurde mit der MS Theodor Körner das bis dahin größte und modernste Schiff der Flotte in Betrieb genommen.
Unter Generaldirektor Othmar Luczensky wurde 1979 anlässlich des 150-jährigen Bestehen des Unternehmens der Grundstein für ein neues Schifffahrtszentrum am Handelskai gelegt, welches 1982 auch bezogen werden konnte. Eröffnet wurde es durch Bundespräsident Kirchschläger. An der Stelle des ehemaligen Direktionsgebäudes der DDSG befindet sich heute der Rechnungshof, dessen Adresse Dampfschiffstraße 2 noch an die ehemalige Funktion des Grundstückes erinnert.

### Privatisierung und Zerschlagung

Veraltete Zeittafel der DDSG

Ab Mitte 20. Jahrhundert wurden Maßnahmen hinsichtlich der Flottenmodernisierung getroffen. Das Unternehmen stellte von der bis dahin üblichen Zug- auf die kostengünstigere Schubschifffahrt um. Auch die Passagierdampfschiffe wurden sukzessive durch moderne Motorschiffe ersetzt. Es gelang jedoch trotz aller Rationalisierungsmaßnahmen nicht, die DDSG wieder gewinnorientiert zu führen.
Schließlich wurde die Gesellschaft wurde 1991 zwecks Privatisierung in die Bereiche Frachtschifffahrt (DDSG-Cargo GmbH) und Fahrgastschifffahrt (DDSG-Donaureisen GmbH, heutige Nachfolgereederei DDSG Blue Danube) geteilt.
Die DDSG-Cargo GmbH wurde 1993 an die Stinnes AG verkauft, die das Unternehmen 1997 wiederum an die Gerhard Meier AG weiterverkaufte. Dieser gelang es, die Bilanzzahlen in der Schifffahrt positiv zu führen. 2007 erfolgte ein weiterer Verkauf. Neuer Eigentümer ist seither das serbisch-zypriotische Konsortium East Point Holdings Limited unter der Führung des einflussreichen serbischen Unternehmers Zoran Drakulic. Zu diesem Zweck wurde die Helogistics Holding mit Sitz in Wien gegründet, die auch Eigentümer der ungarischen Reederei MAHART ist. Ende 2010 wurde die Helogistics Holding zu 100 % von Ferrexpo übernommen und 2013 in First-DDSG Logistics Holding umbenannt. Der traditionsreiche Name und der Unternehmensstandort Wien wurden somit beibehalten.
Für die DDSG-Donaureisen konnte kein entsprechender Käufer gefunden werden, was zur Folge hatte, dass die Schiffe dieses Bereiches an verschiedene Unternehmen vergeben wurden. Einen Großteil der Fahrgastschiffe übernahm die DDSG Blue Danube Schiffahrt GmbH, die diesen Geschäftsbereich bis dato erfolgreich weiterführt (siehe unten).
Parallel zum Ende ihrer einstigen Besitzerin geriet auch die traditionsreiche Schiffswerft Òbuda, Geburtsort vieler berühmter DDSG-Dampfer, nach 1989 in wirtschaftliche Schwierigkeiten und musste 1993 geschlossen werden.

### Beispiel: 1983
Die Flotte bestand 1983 aus folgenden Schiffen:
- Schönbrunn
- Theodor Körner
- Stadt Wien
- Stadt Passau
- Vindobona
- Maria
- Wachau
- Austria

Auszug aus dem Fahrplan von 1983:
- täglich außer Montag ein Schiff von Wien über alle Stationen nach Linz und in umgekehrte Richtung (meist betrieben durch die Schiffe Schönbrunn, Stadt Wien, Stadt Passau und Theodor Körner)
- täglich außer Montag ein Schiff von Linz nach Passau und retour (meist betrieben durch die Schiffe Schönbrunn, Stadt Wien, Stadt Passau und Theodor Körner)
- täglich außer Mittwoch ein Schiff von Passau nach Linz und retour (meist betrieben durch die Austria)
- täglich außer Dienstag ein Schiff von Melk nach Krems und retour (2× täglich) (meist betrieben durch die Wachau)
- tägliche Rundfahrten auf der Donau und dem Donaukanal mit Abfahrt am Wiener Schwedenplatz (meist betrieben durch den Donaubus Maria und das Schiff Vindobona)
- Donaureisen mit der Theodor Körner von Wien nach Budapest und ans Schwarze Meer
- Abendveranstaltungen auf der Vindobona in Wien (Heurigenabend, Disco-Abend, …)
- Angebote mit Partner-Unternehmen: 3-Länder-Rundfahrt ab Wien mit Tancsics, Tragflügelboot Fahrten von Wien nach Bratislava und Budapest

## DDSG-Passagierschiffe

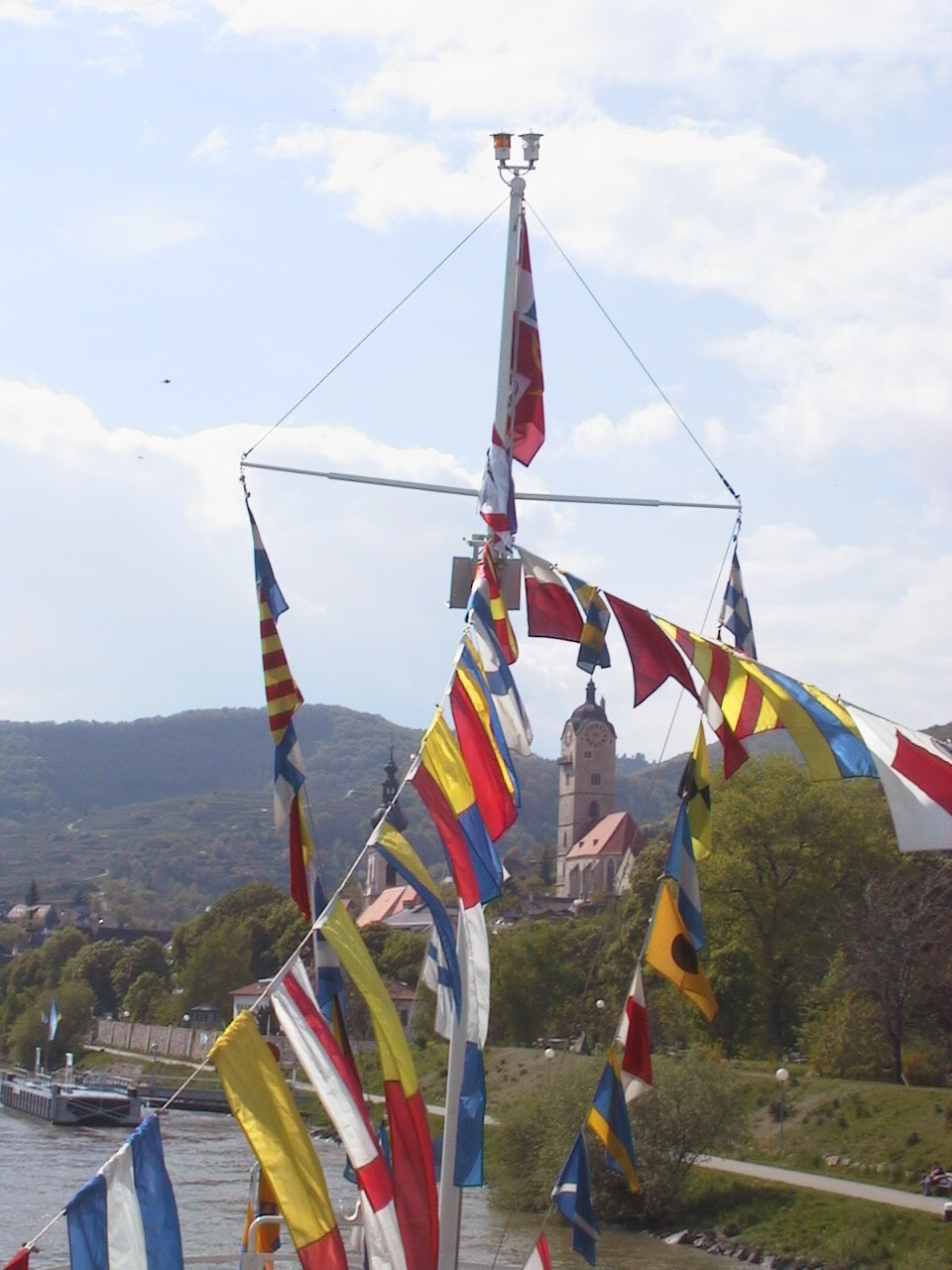
Flaggenmast der Schönbrunn in Krems / Stein

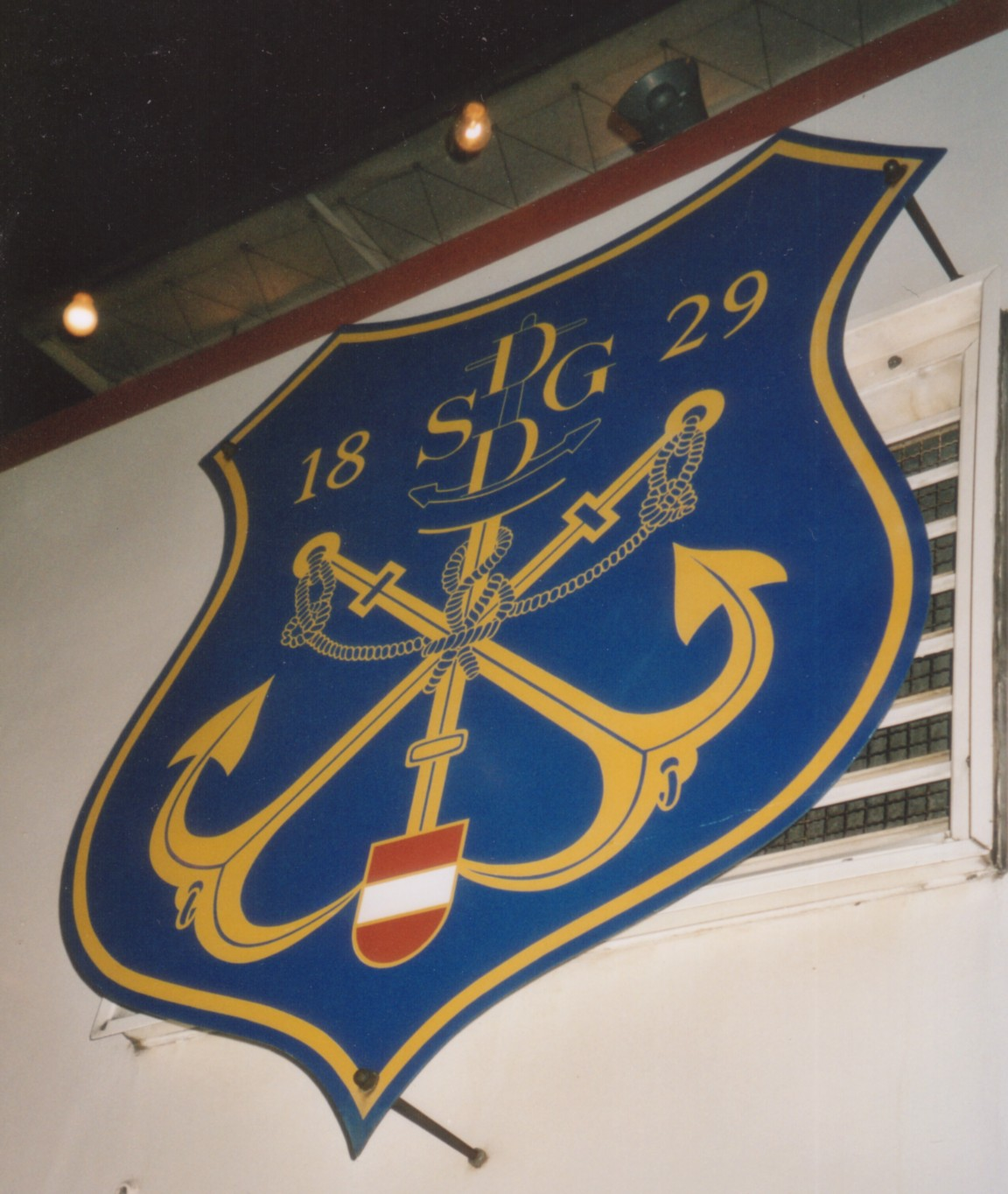
Wappen ober dem Einstieg der Prinz Eugen mit DDSG-Gründungsjahr 1829

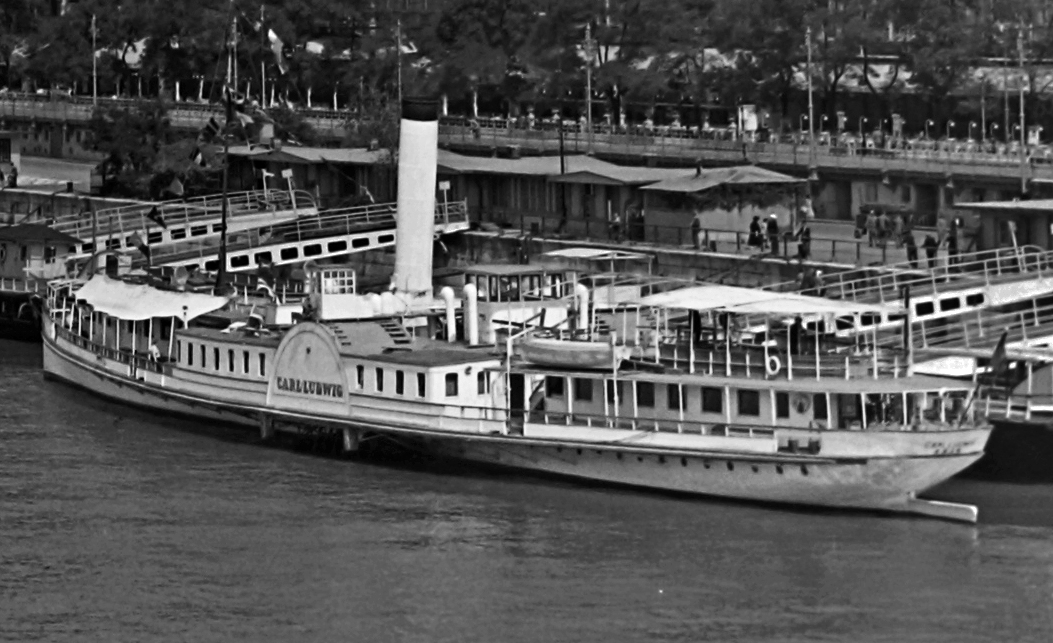
Der Raddampfer Carl Ludwig

Die DDSG-Personenschifffahrt wurde bis Mitte des 20. Jahrhunderts fast ausschließlich durch Dampfschiffe betrieben. Bis um die Jahrhundertwende entsprachen die Passagierschiffe dem damals üblichen Farbschema mit schwarzem Rumpf und schwarzem Kamin, ab dann wurden die Schiffe gänzlich weiß gestrichen und somit eine Trennung in „weiße DDSG“ (Passagierschifffahrt) und „schwarze DDSG“ (Frachtschifffahrt) eingeleitet.
Schrittweise wurden ab den 1930er Jahren die Raddampfer durch moderne Motorschiffe ersetzt, die vorerst auch als Schaufelradschiffe mit diesel-elektrischem oder mechanischen Antrieb konzipiert waren. Ab den 1940er Jahren wurden nur mehr Schiffe mit Schraubenantrieb beschafft.
Nach dem Ende der DDSG-Donaureisen übernahm die neu gegründete, private DDSG Blue Danube fünf Schiffe und somit den Großteil der noch vorhandenen Flotte. Die anderen Schiffe wurden entweder vor 1995 bereits verkauft (Juliane, Kriemhild, Maria, Mozart), anderwärtig verwendet (Schönbrunn als Casinoschiff in Budapest) oder 1995 an andere private Unternehmen weiterverkauft (Stadt Wien, Stadt Passau, Austria, ACC Donaupfeil).
Hier eine Auswahl der bekanntesten DDSG-Passagierschiffe, die in der Geschichte des Unternehmens auf der oberen Donau unterwegs waren:
- Sophie, Bj. 1845, Flottenliste 34 (in Dienst bis 1955)
- Radetzky, Bj. 1851, Flottenliste 60, 1876 von rumänischen Revolutionären gekapert (im Dienst bis 1913)
- Josef Carl, Bj. 1854, Flottenliste 86 (1944 nach Minentreffer gesunken)
- Babenberg, Bj. 1867, Flottenliste 240, 1874 von der Vereinigten Ungarischen Dampfschiffahrtsgesellschaft übernommen (im Dienst bis 1951)
- Hebe, Bj. 1905, Flottenliste 296 (im Dienst bis 1970)
- Wien, Bj. 1912, Flottenliste 304, 1936 mit der Wiener Reichsbrücke kollidiert und gesunken
- Schönbrunn, Bj. 1912, Flottenliste 305
- Budapest, Bj. 1912, Flottenliste 306 (im Dienst bis 1968)
- Erzherzog Franz Ferdinand, später Johann Strauß, Bj. 1913, Flottenliste 309 (nach Bruch der Radwelle 1972 ausgeschieden)
- Herzogin von Hohenberg, später Franz Schubert, Bj. 1913, Flottenliste 310 (1971 ausgeschieden)
- Helios, Bj. 1922, Flottenliste 334, Expressdampfer für den Langstreckenverkehr (1945 bei Hainburg gesunken und von der SDDSG gehoben und als „Kawkas“ wieder repariert)
- Stadt Wien, Bj. 1939, Flottenliste 349
- Stadt Passau, Bj. 1940, Flottenliste 355
- Donaubus Juliane, Bj. 1957, Flottenliste 409
- Donaubus Kriemhild, Bj. 1957, Flottenliste 410
- Donaubus Maria, Bj. 1957, Flottenliste 411
- Theodor Körner, Bj. 1965, Flottenliste 423
- Delphin, Bj. 1968, Flottenliste 439 (Tragflügelboot)
- Austria, Bj. 1970, Flottenliste 440
- Wachau, Bj. 1975, Flottenliste 464
- Vindobona, Bj. 1979, Flottenliste 470
- Admiral Tegetthoff, Bj. 1987
- Prinz Eugen, Bj. 1987
- Mozart, Bj. 1987
- ACC Donaupfeil, Bj. 1985
- Vienna, Bj. 1988

### Schönbrunn

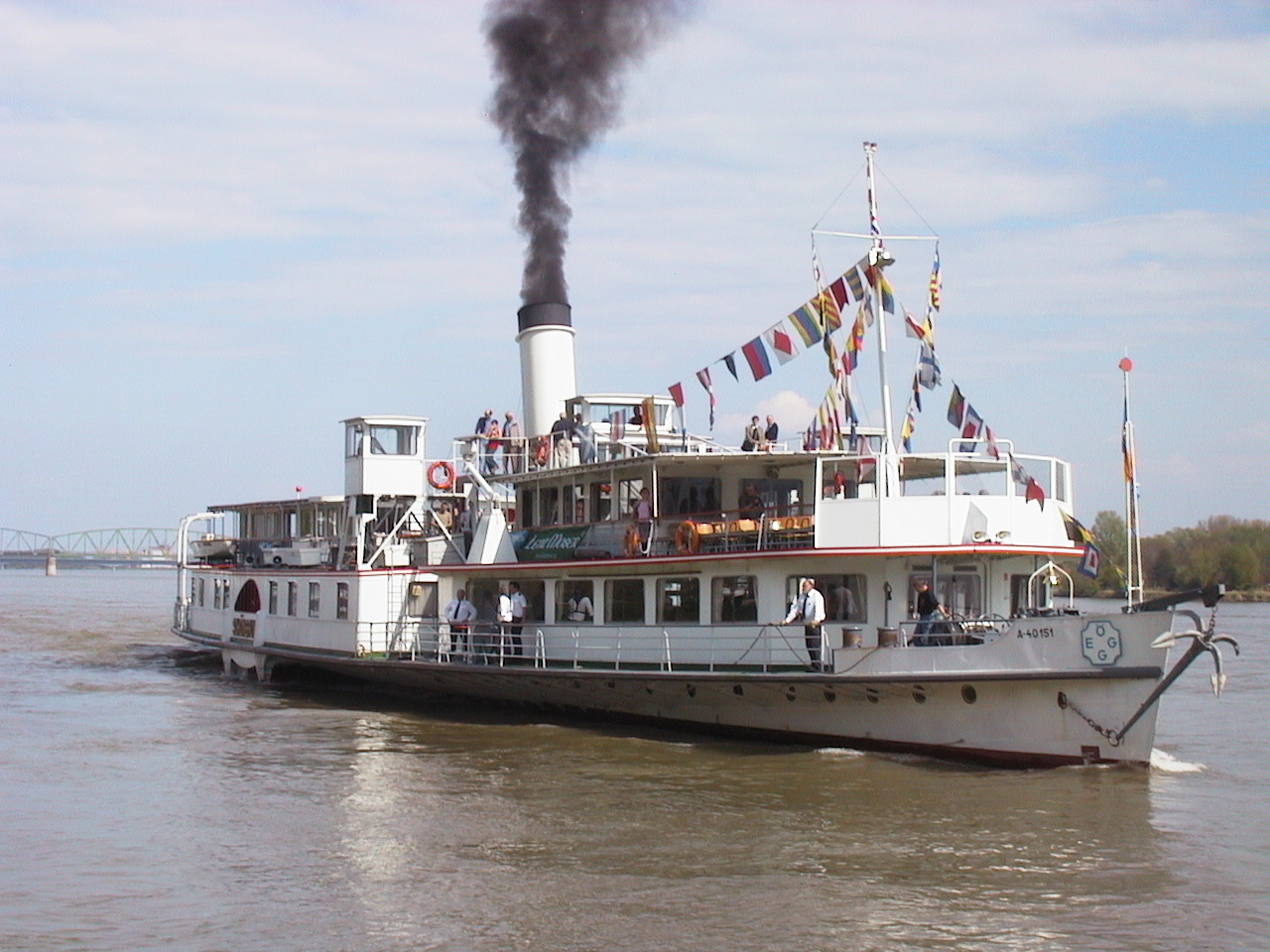
Dampfschiff Schönbrunn

Das 1912 erbaute Schaufelraddampfschiff Schönbrunn wurde an die Österreichische Gesellschaft für Eisenbahngeschichte (kurz ÖGEG) verkauft und verkehrt seitdem auf Sonder- und Charterfahrten ab Linz. Sie ist der Stolz der Österreichischen Donauflotte, da sie der letzte Schaufelraddampfer auf der Donau ist. Die Faszination dieses sehr schnellen Schiffes liegt in den unzähligen Details, die mühsam nach einer kompletten Zerstörung durch unzählige, freiwillige Helfer aufgebaut wurden.
Das Schiff wurde nach der Außerdienststellung vom DDSG-Linienverkehr zunächst für Sonderfahrten verwendet; später wurde es nach Budapest überstellt, wo es als schwimmendes Casino diente – hier wurden die schönen Jugendstilsalons komplett zerstört. Ramponiert und verkommen wieder zurück in Österreich diente es ein Jahr lang als Ausstellungsschiff bei der Donauwelt Engelhartszell, bevor es im letzten Moment vor der Verschrottung an die ÖGEG um einen Symbolpreis von 1 Schilling plus 20 Groschen MwSt. verkauft wurde.

### Stadt WienundStadt Passau
→ Hauptartikel: Stadt Wien (Schiff)

Radmotorschiff Stadt Wien

Die beiden 1939/40 in der Schiffswerft Korneuburg gebauten, diesel-elektrisch angetriebenen Radmotor-Schwesterschiffe Stadt Wien und Stadt Passau erlebten zwei geteilte Schicksale. Bis 1995 standen sie gemeinsam im Liniendienst zwischen Wien, Linz und Passau. Jetzt liegt die Stadt Wien als Restaurantschiff an der Donaulände in Tulln und fährt an Wochenenden unter der Flagge des ehemaligen Tullner Bürgermeisters Wilhelm Stift in die Wachau. Die Stadt Passau wurde zuerst nach Passau veräußert, dümpelte bis 2001 an der bayrischen Donau in Heining ohne Verwendung vor sich hin und wurde schließlich von K. Földi, einem Ungarn, gekauft und mit eigener Maschinenkraft nach Budapest überstellt. Nachdem der neue Reeder auf dubiose Weise ermordet worden war, lag das zum Teil renovierte Schiff ohne Verwendung an der Budapester Elisabethbrücke. 2005/06 wendete sich das Blatt und die Stadt Passau wurde innerhalb Ungarns weiterverkauft. Der neue Reeder ließ das Schiff in der slowakischen Werft Komárno grundlegend erneuern und setzte es seit 2007 für Charterfahrten ab Budapest ein. Neuer geplanter Name des Schiffes war Széchenyi István, ist jedoch jetzt Gróf Széchenyi.

### Johann Strauss
Dieser für lange Zeit eleganteste und bekannteste DDSG-Dampfer entstand 1950 in der Schiffswerft Linz aus dem Rumpf des 1853 gebauten Carl Ludwig und der Maschine des 1913 gebauten und 1945 nach einem Bombentreffer in Linz gesunkenen Johann Strauss. Letzterer wurde 1913 von STT in Linz als Erzherzog Franz Ferdinand gebaut und besaß eine 740 PS Dampfmaschine der Gebrüder Sachsenberg aus Roßlau an der Elbe. Bis zum Bruch der Radwelle 1972 diente das Schiff als Salondampfer der DDSG und ging anschließend durch viele Hände, ehe es, seiner Maschine und der Schaufelräder beraubt, als Restaurant- und Clubschiff im Wiener Donaukanal endete. 2019 wurde der traditionsreiche, jedoch hoffnungslos verkommene Dampfer schließlich verschrottet.

### Donaubusse
Die drei Donaubusse Maria, Juliane und Kriemhild, jeweils mit einem Fassungsvermögen von rund 110 Personen, waren vor allem im Wachauer Lokalboot-Dienst und auf den Wiener Rundfahrtskursen im Einsatz.
- Maria wurde an die Donauschiffahrt Ardagger weiterverkauft, welche damit Rundfahrten im Strudengau durchführte. Das Schiff wurde nach rund 15 Jahren an Fritz Leitner nach Au/Naarn bzw. Enns verkauft. Er betreibt das Schiff in Kooperation mit der Donauschiffahrt Ardagger im Charterbetrieb.
- Krimhild ist an die österreichische Bodensee-Schifffahrt veräußert worden. Das Schiff wurde umgebaut, verlängert und versieht seither den Rundfahrtsdienst der Vorarlberg-Lines ab Bregenz als Montafon.[19]
- Juliane ist auf der Donau geblieben. Sie wird in der Österreichischen Schiffswerften AG in Linz als Arbeitsboot eingesetzt.[20]

### Theodor Körner

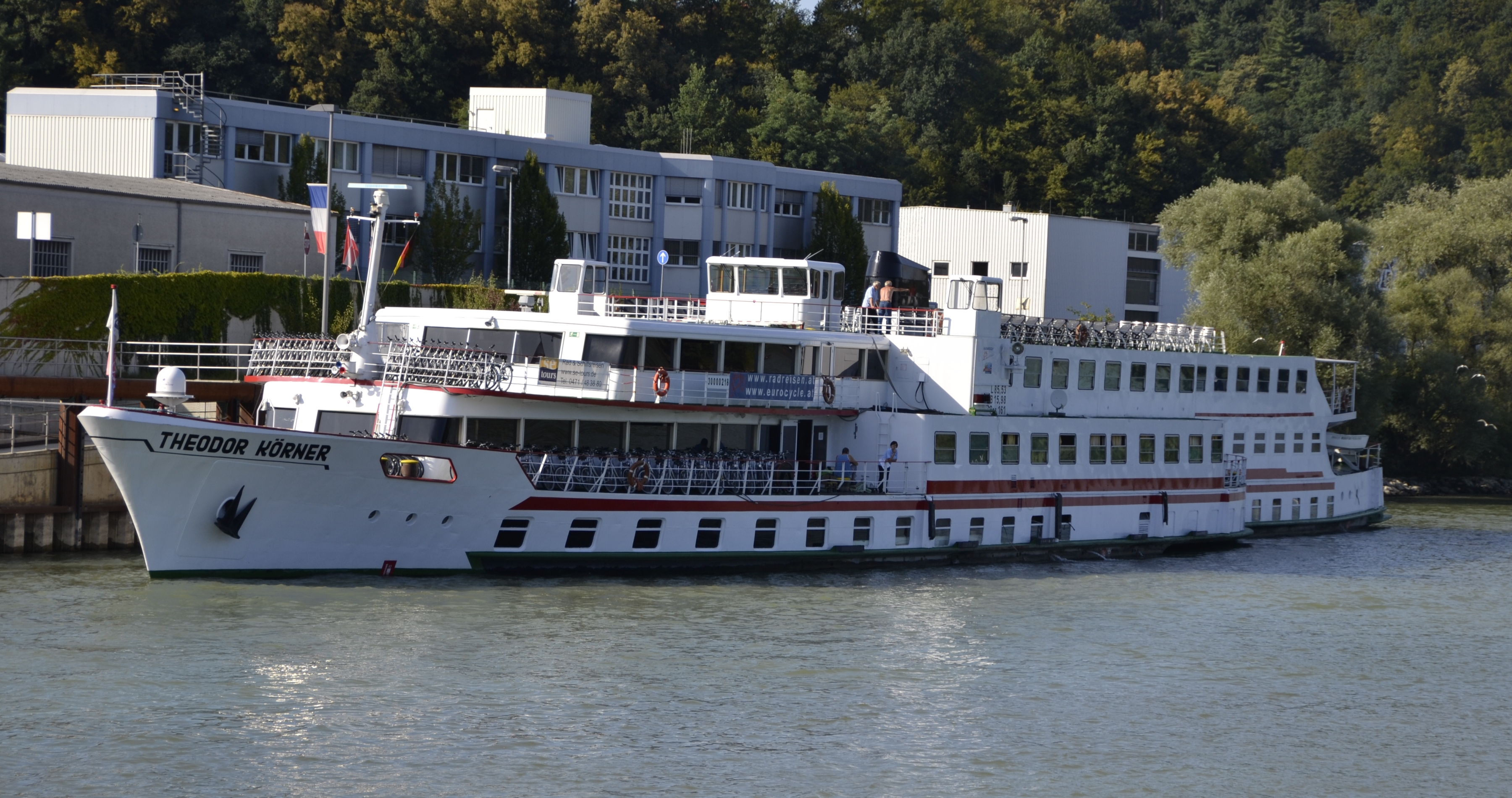
Das Kabinenschiff Theodor Körner in Passau

1967 wurde das Fahrgastschiff Theodor Körner als modernstes Passagierschiff der DDSG in den Dienst gestellt. Benannt wurde es nach dem General, Wiener Bürgermeister und nachmaligen Bundespräsidenten Theodor Körner. Das kombinierte Tagesausflugs-Kabinen-Schiff wurde in erster Linie für den Tages-Linienverkehr Wien-Linz-Passau und den Kreuzfahrverkehr von Wien donauabwärts nach Belgrad und ans Schwarze Meer erbaut.
Vor allem der graue Bug war ein Markenzeichen der Theodor Körner. Als die DDSG-Donaureisen stillgelegt wurde, wurde zunächst auch die Theodor Körner im Korneuburger Werftgelände stillgelegt und dümpelte bis 1998 vor sich hin. Dann wurde das Schiff vom Reisebüro „Favorit Reisen“ gekauft, in Korneuburg generalüberholt und kreuzte zwischen Passau und dem Schwarzen Meer unter österreichischer Flagge. Der markante graue Bug wurde durch weiße Farbe ersetzt. Die Theodor Körner fuhr bis zur Saison 2019 für den Radreiseveranstalter „Rad & Reisen“ Rad-Kreuzfahrten von Passau nach Wien bzw. Budapest und wurde nach Ende der COVID-19-Pandemie nicht mehr in Betrieb gesetzt. Das Schiff verblieb bis Mai 2023 in Linz und wurde dann nach Novi Sad (Serbien) überstellt wo es angeblich zu einem stationären Hotelschiff umgebaut werden sollte. Das Schilff liegt seitdem auf dem Donau-Streckenkilometer 1196,6 vor Anker.
Angetrieben wird das auf der Schiffswerft Korneuburg gebaute, 87 m lange und 17 m breite Schiff (als Reminiszenz an die Schaufelraddampfer) von zwei seitlich montierten Voith-Schneider-Propellern, die von je einem 1050 PS starken Deutz-Motor angetrieben werden und dem Schiff so optimale Manövereigenschaften verleihen.

### Mozart

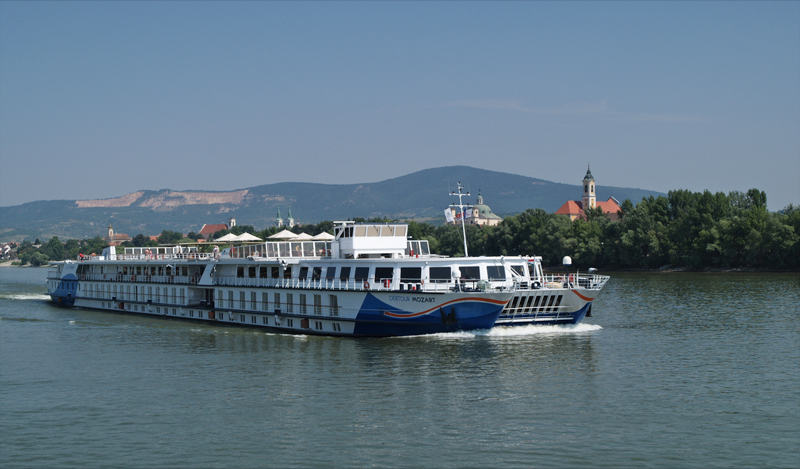
Kabinenfahrgastschiff Mozart

Das Fahrgastschiff Mozart wurde für die DDSG 1987 auf der Deggendorfer Werft (Deutschland) erbaut. Es ist das größte Binnenkreuzfahrtschiff Europas und sehr luxuriös ausgestattet. Das Schiff ist ein Semikatamaran mit den Abmessungen L=120,6 m und B=22,85 m. Angetrieben wird es von zwei Motoren von je 1.185 kW. Einsatzgebiet waren Flusskreuzfahrten zu diversen Destinationen. Doch der millionenteure Koloss fuhr nicht die erhofften Gewinne ein – so kam es auch nicht mehr zum Bau eines Schwesterschiffes, das den Namen Schubert tragen sollte.
Nur sechs Jahre später wurde die Mozart 1993 an die deutsche Peter Deilmann Reederei verkauft, die das Schiff erfolgreich auf den Donau-Kreuzfahrten vorwiegend zwischen Passau und Budapest eingesetzt hatte. Nach der Insolvenz der Deilmann Reederei übernahm im Dezember 2009 das Unternehmen Transocean Kreuzfahrten (Nachfolgeunternehmen der insolvent gewordenen Transocean Tours) die Mozart.

### Austria
Das 1970 erbaute Fahrgastschiff wurde für das Obere Donautal, jenen Donauabschnitt zwischen Passau und Linz, erbaut. Da der Betrieb des Wachauer Linienverkehrs mit Dampfschiffen nicht mehr möglich war, wurde die Austria vom Oberen Donautal abgezogen und in die Wachau verlegt. Das Schiff bewährte sich nicht sonderlich, da die Fahrgäste – bedingt durch das heckseitig gelegene Freideck – nur unzureichend freie Sicht hatten.
1975 wurde ein weiteres Schiff ähnlichen Bautyps auf der Werft Korneuburg in Auftrag gegeben: die Wachau. Hier wurde jedoch ein großes Freideck eingerichtet, das „freie Sicht“ zuließ. Die Austria wurde dann erneut ab Passau zu täglichen Linienfahrten nach Linz und retour eingesetzt. Als 1995 die DDSG-Donaureisen liquidiert wurde, wurde das Schiff zunächst an einen Niederländer veräußert, bevor es wenig später von einer Donaureederei übernommen wurde.

### Flottenerneuerung
Während des Flottenerneuerungs-Programms der DDSG in den 1980er Jahren wurde neben der Prinz Eugen und der Admiral Tegetthoff auch ein Schnellschiff für rund 80 Personen angeschafft. Es sollte der ungarischen Reederei Mahart Passnave etwas entgegenwirken und als Gegenstück zu den ungarischen Tragflügelbooten auf der Destination Wien-Budapest-Wien eingesetzt werden. Da die ACC Donaupfeil nicht ganz den Anforderungen entsprach, mussten diverse Umbauten durchgeführt werden, welche den schnellen Fahrbetrieb (circa 55 km/h) etwas beeinträchtigten. Der Dauereinsatz dieses High-Tech-Fahrzeugs hinterließ seine Spuren, so musste das Schiff oft nach der Ankunft in Wien gewartet werden. Selbst der Kapitän legte häufig Hand an und half beim Reparieren. Nach einem Unfall im März 1990, bei dem das Schiff stark in Mitleidenschaft gezogen worden war, musste man den Donaupfeil auf Grund gehäufter Ausfälle außer Betrieb nehmen. Er wurde nach Kroatien verkauft.

## Fahrstrecken

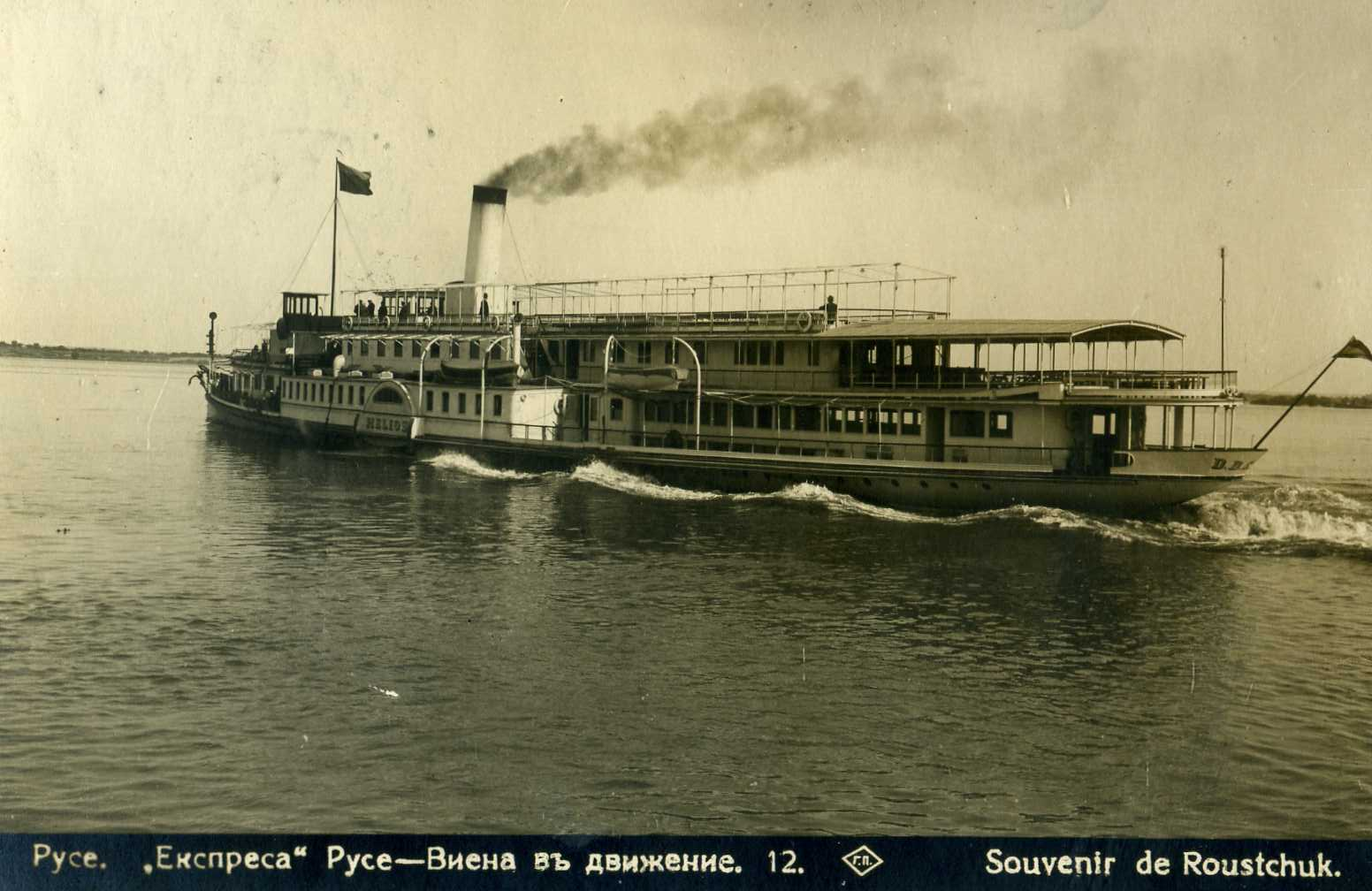
Expressdampfer Helios (1922) für den Langstreckendienst bis Braila

Bis zum Beginn des Zweiten Weltkrieges wurde die Donau von der Ersten Donau-Dampfschiffahrts-Gesellschaft in ihrer gesamten schiffbaren Länge befahren, ein Werbeprospekt warb mit dem Slogan „Von Passau bis zum Schwarzen Meere“. Neben dem Postdienst und dem Lokalverkehr waren es vor allem die Eillinien Wien – Budapest, Wien – Linz mit Anschluss nach Passau und der Expressdienst von Wien nach Braila die berühmtesten und ertragreichsten Linien der I. DDSG.
Das Angebot an Schifffahrten beschränkte sich nach 1945 in erster Linie auf den Langstreckenverkehr Wien-Linz-Passau und auf Zusatz-Kurse im Donauraum Wien, in der Wachau und zwischen Linz und Passau.
Interessant ist die Weiterentwicklung des Fahrplans der 1. DDSG zur heutigen DDSG Blue Danube. Viele Zusatzangebote, innovative Ideen und unterhaltsame Themenschifffahrten befinden sich heute im Programm. Zudem wurden unrentable Stationen aus dem Fahrplan gestrichen. Auch die Destinationen donauaufwärts von Melk wurden fast zur Gänze an andere Unternehmen weitergegeben. Die DDSG Blue Danube konzentriert sich mit den eigenen (heute sechs) Schiffen auf die Kernzonen Wien und Wachau. Auch der Twin-City-Liner zwischen Wien und Bratislava wird von der DDSG Blue Danube bereedert.
Der Langstreckenbetrieb Passau-Wien wird seither von der Donau Touristik und der deutsche Reederei Wurm & Köck betrieben. Auch die Ausflugsschifffahrten im Oberen Donautal zwischen Passau und Linz werden von Wurm & Köck bedient.

## DDSG Schifffahrtszentrum – Wien, Handelskai 265
Das Schifffahrtszentrum am Wiener Handelskai bei der Reichsbrücke wurde damals als Ersatz zur DDSG-Zentrale in der Wiener Innenstadt errichtet. Mit großräumigen Büros, einer eigenen Druckerei und Restaurant wollte man für die wachsende Personenschifffahrt vorbereitet sein. Die Kosten des millionenteuren Vorhabens stiegen jedoch um ein Vielfaches im Vergleich zu den geplanten Ausgaben an.
Nach dem Ende der DDSG-Donaureisen im Jahre 1995 fand das Bürogebäude bedeutend weniger Verwendung als zuvor. 2006 entschloss man sich bei der DDSG Blue Danube, welche ihre Firmenzentrale bis dato in der Friedrichstraße beim Österreichischen Verkehrsbüro eingerichtet hatte, wieder zum traditionellen Standort am Handelskai zurückzukehren. Seither steht die ehemalige Passagierhalle als Büro- und Verkaufsfläche der DDSG Blue Danube zur Verfügung.
Das Gebäude dient der Fernseh-Serie SOKO Wien als Kulisse.

## Pontone (Anlegestellen) und Länden
Neben den Fahrgast- & Frachtschiffen verfügte die DDSG auch über sämtliche Schiffsanlegestellen zwischen Passau und Wien, welche alle regelmäßig bedient wurden. Nach der Liquidierung der DDSG wurden auch die Anlegestellen verkauft:
- Anlegestellen im Raum Wien (Handelskai, Nußdorf, Schwedenplatz): an die Donauraum Wien GmbH.
- Anlegestellen in Niederösterreich (Auszug: Hainburg, Tulln, Krems, Dürnstein, Spitz, Melk, Ybbs): an die Donaustationen GmbH.
- Anlegestellen in Oberösterreich (Auszug: Grein, Linz, Aschach, Schlögen, Engelhartszell): an die Donau-Oberösterreich

## Galerie

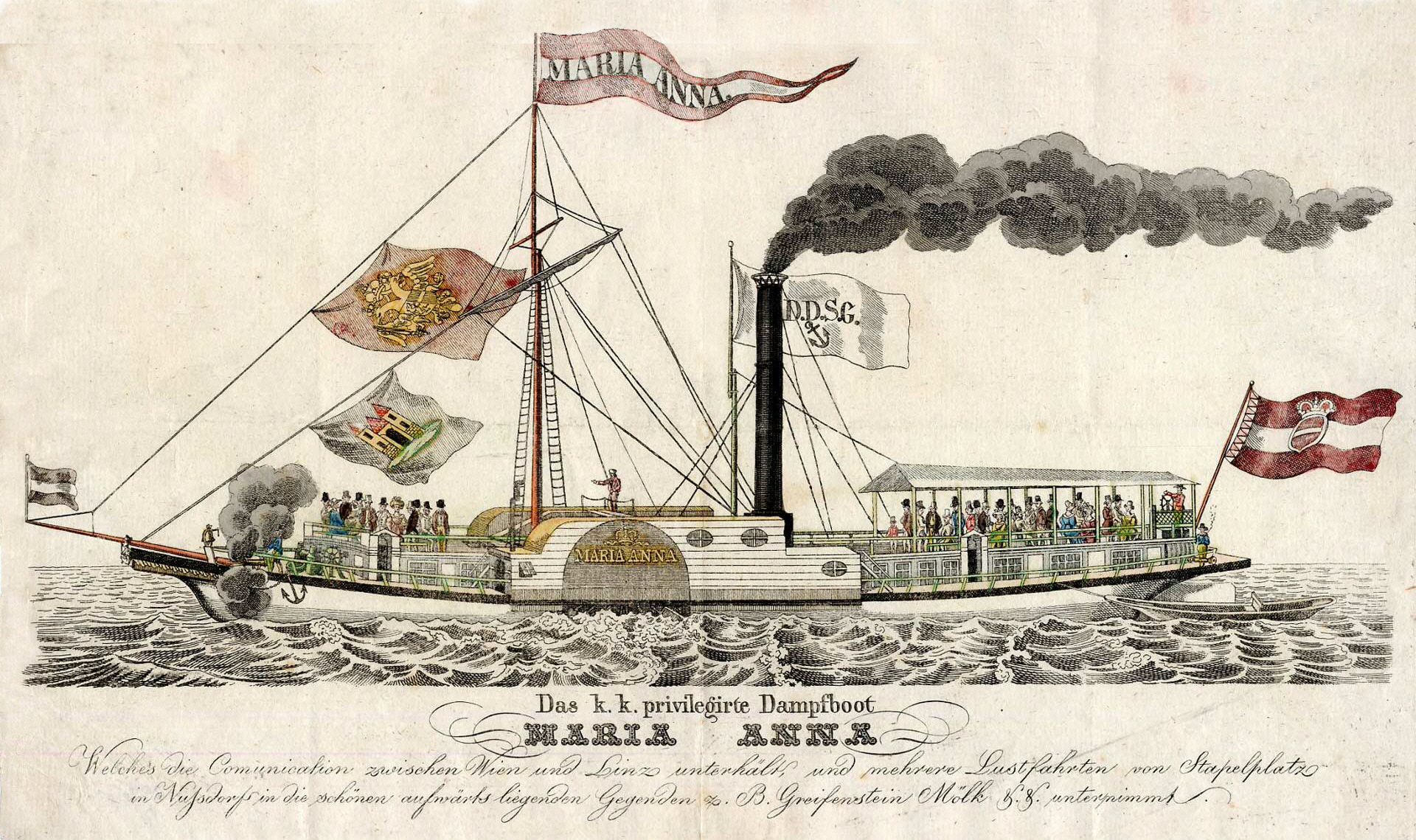
Mit der Maria Anna wurde 1837 der Dienst zwischen Wien und Linz durch den damals noch sehr gefährlichen Strudengau aufgenommen
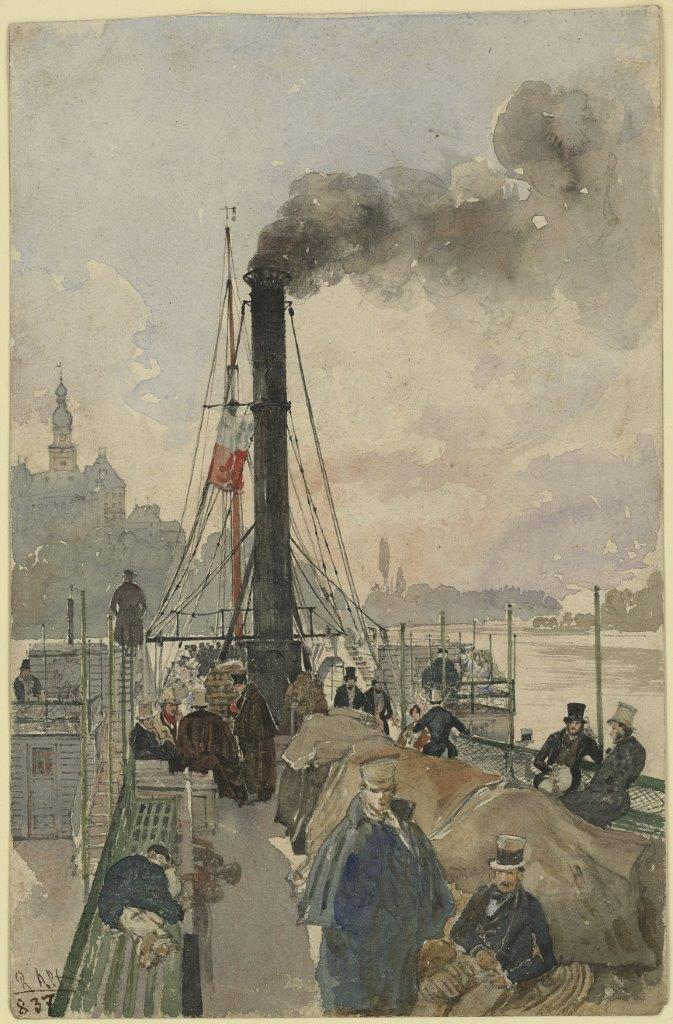
Einer Reise an Bord der Maria Anna im Jahre 1837, Aquarell von Rudolf von Alt
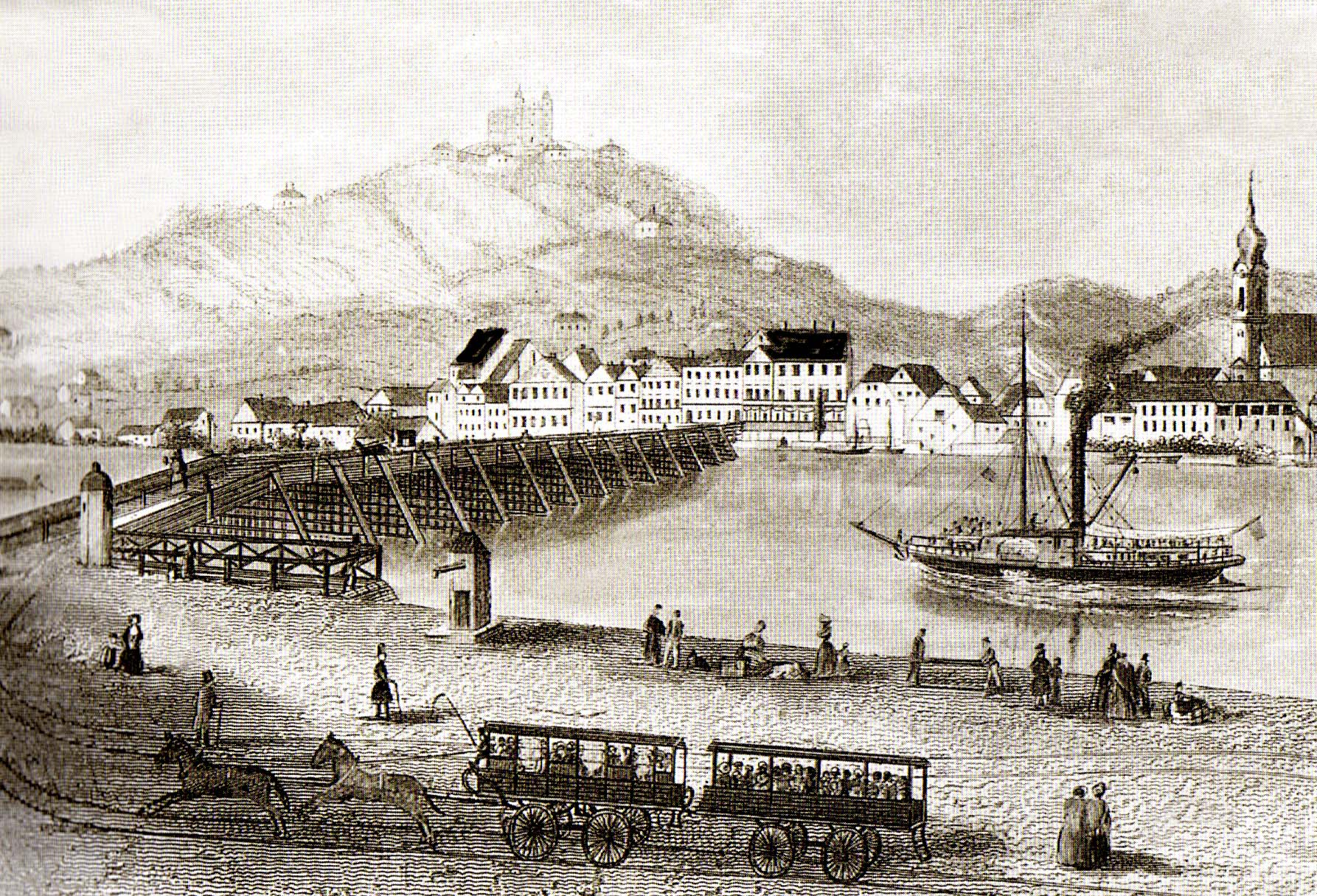
Donaudampfer und Pferdeeisenbahn in Linz (ca. 1840)
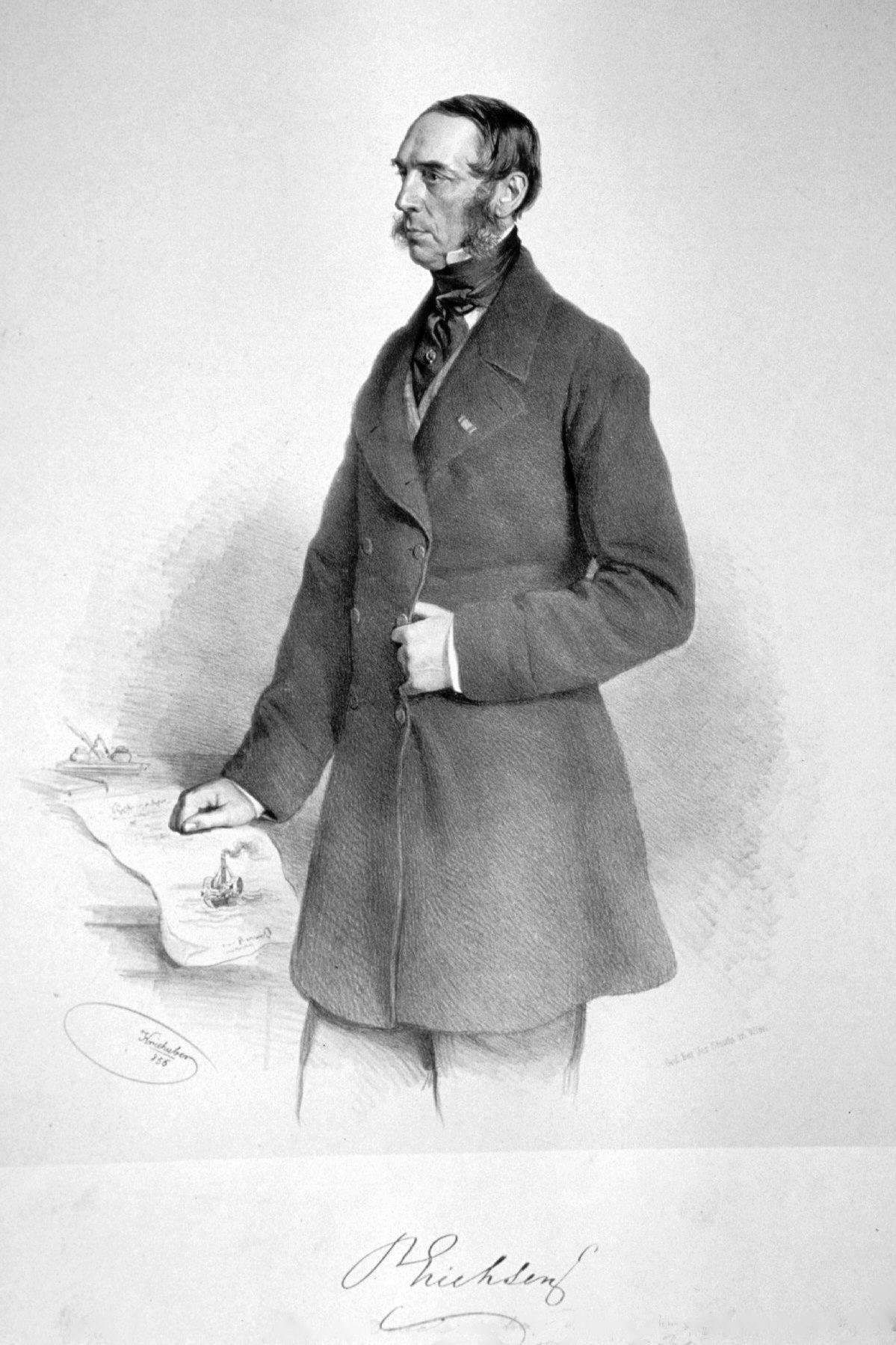
Ing. Peter Erichsen (1794–1861), Betriebsdirektor der DDSG in der Phase der Expansion (1856)
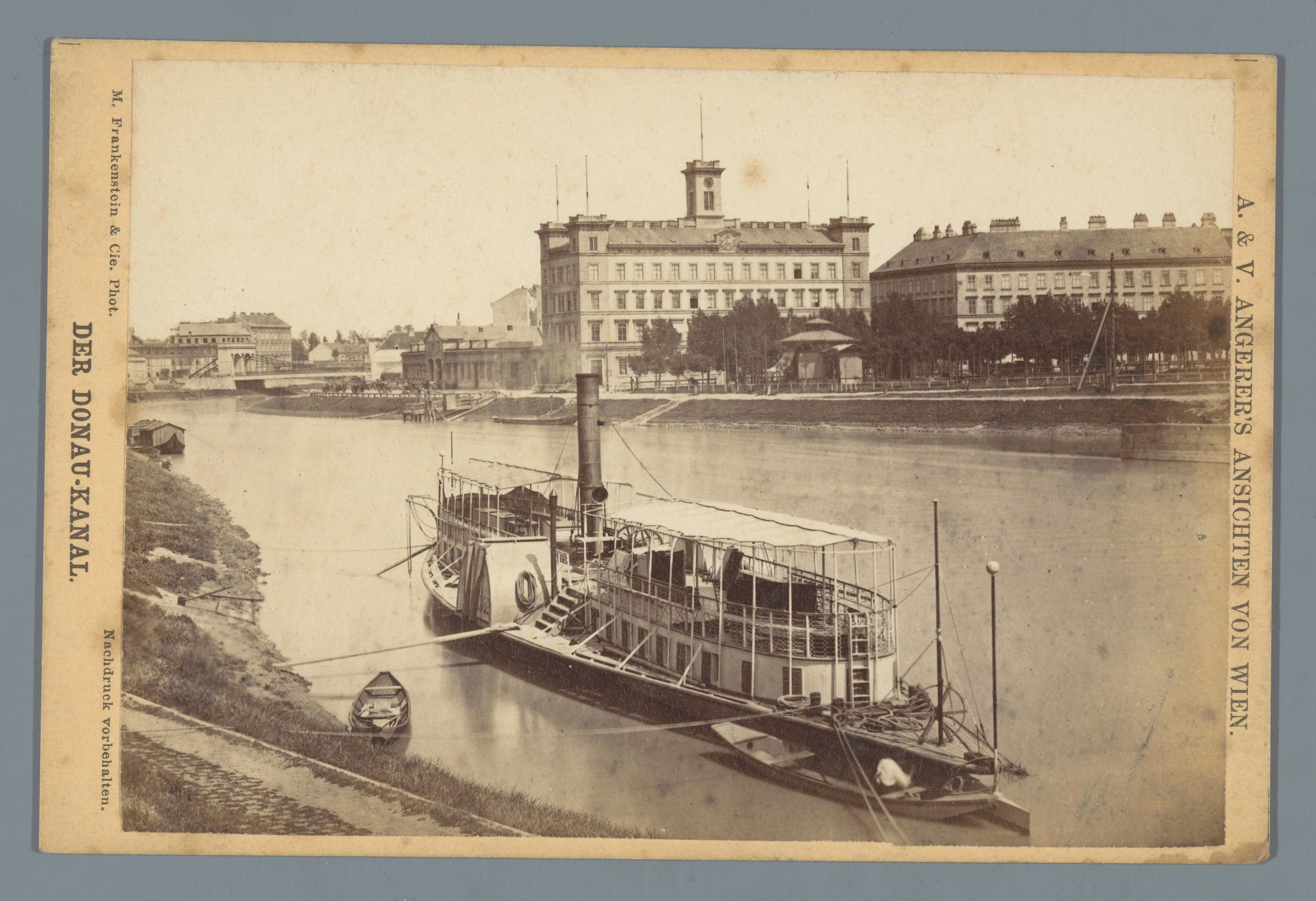
Ehemalige Direktion der DDSG am Donaukanal in Wien (heute Rechnungshof) mit einem Doppelender-Lokaldampfer
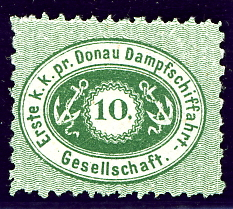
10 Kreuzer-Briefmarke der DDSG von 1868
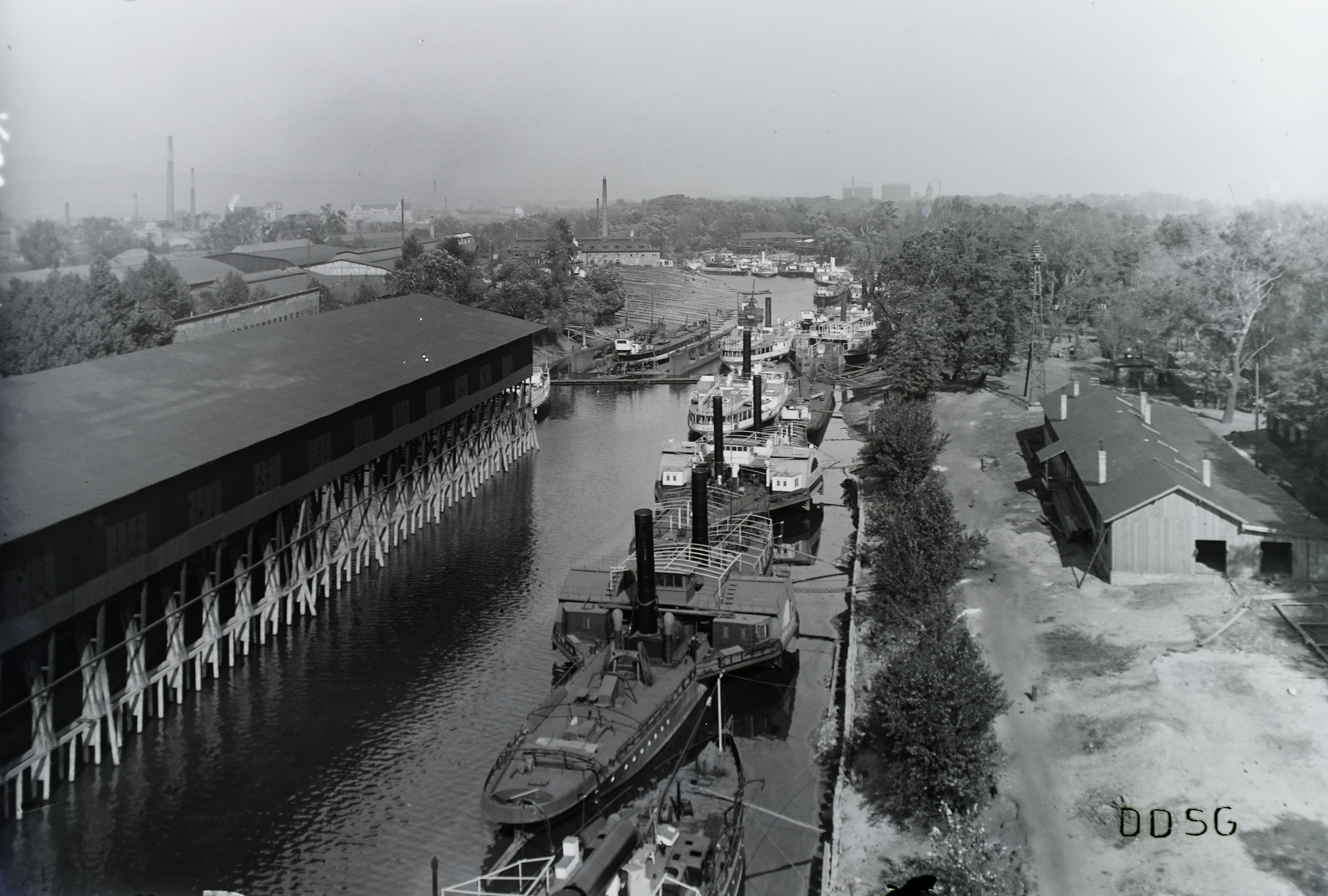
DDSG-Schiffswerft Obuda (1906)
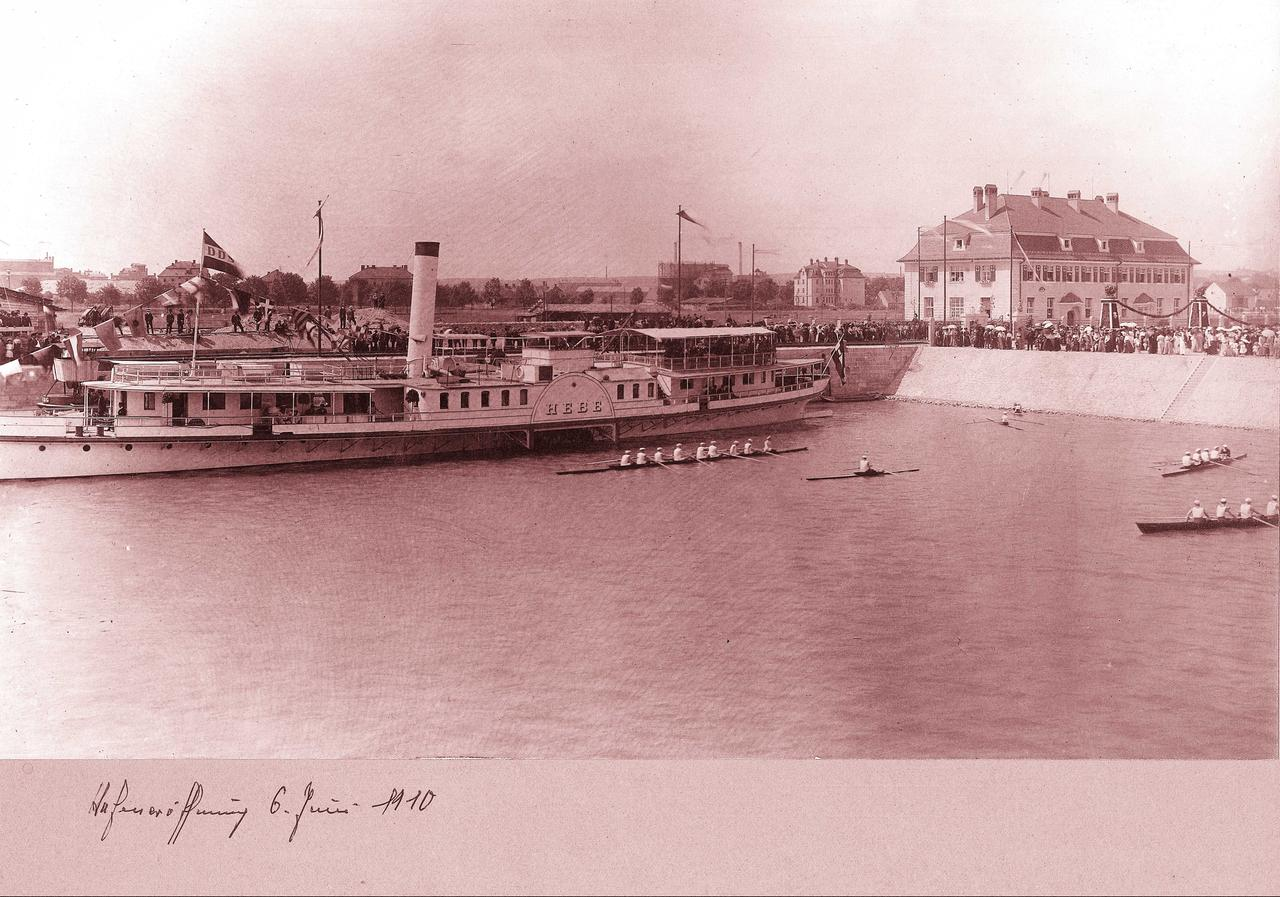
Eröffnung des Donauhafens Regensburg mit dem DDSG Dampfer Hebe (1910)
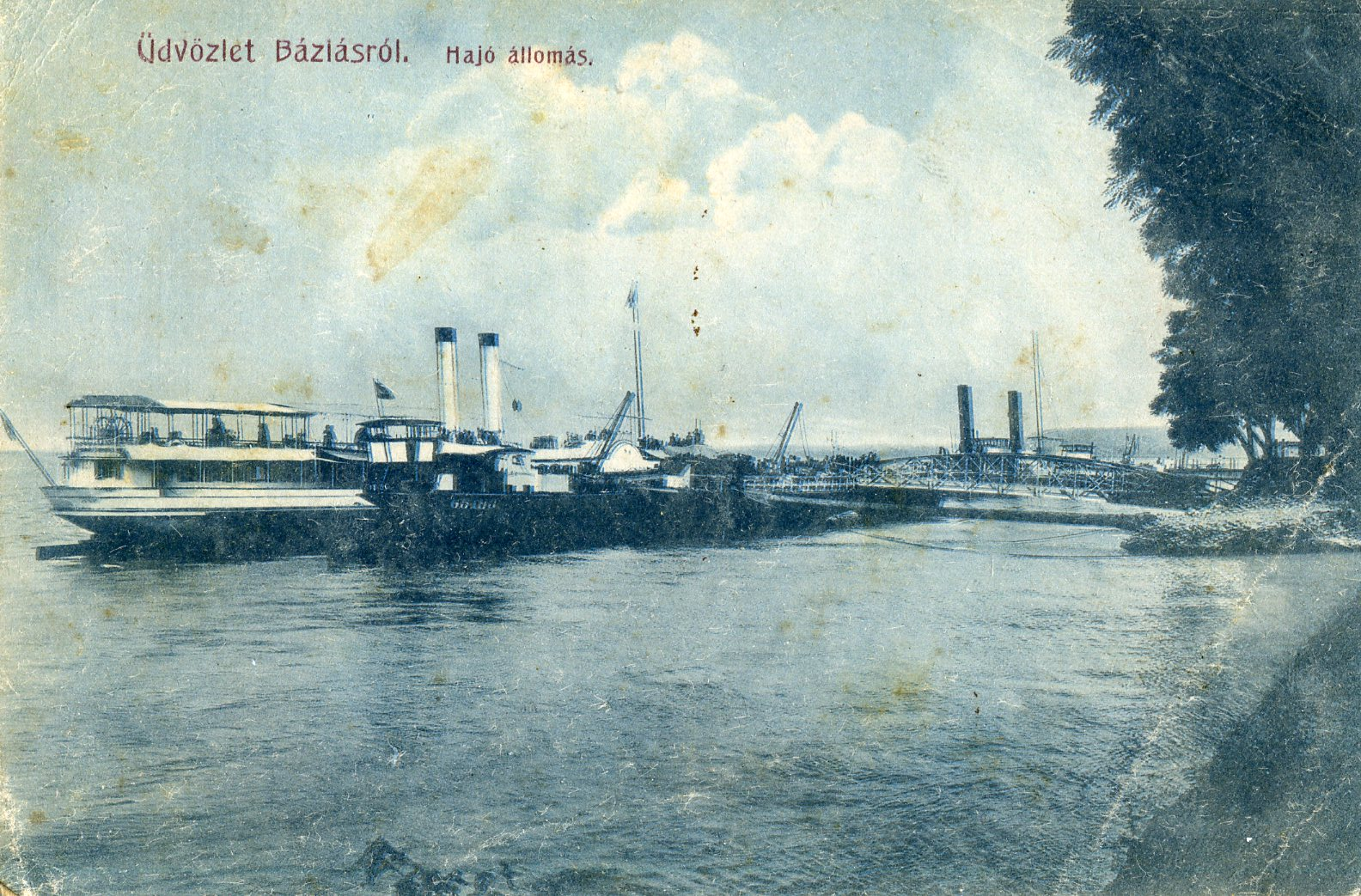
Agentie im rumänischen Bazias mit der Sophie (1845 bis 1955 im Dienst)
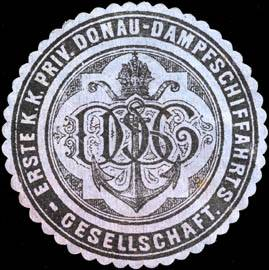
Siegelmarke der DDSG, verwendet zwischen 1850 und 1918
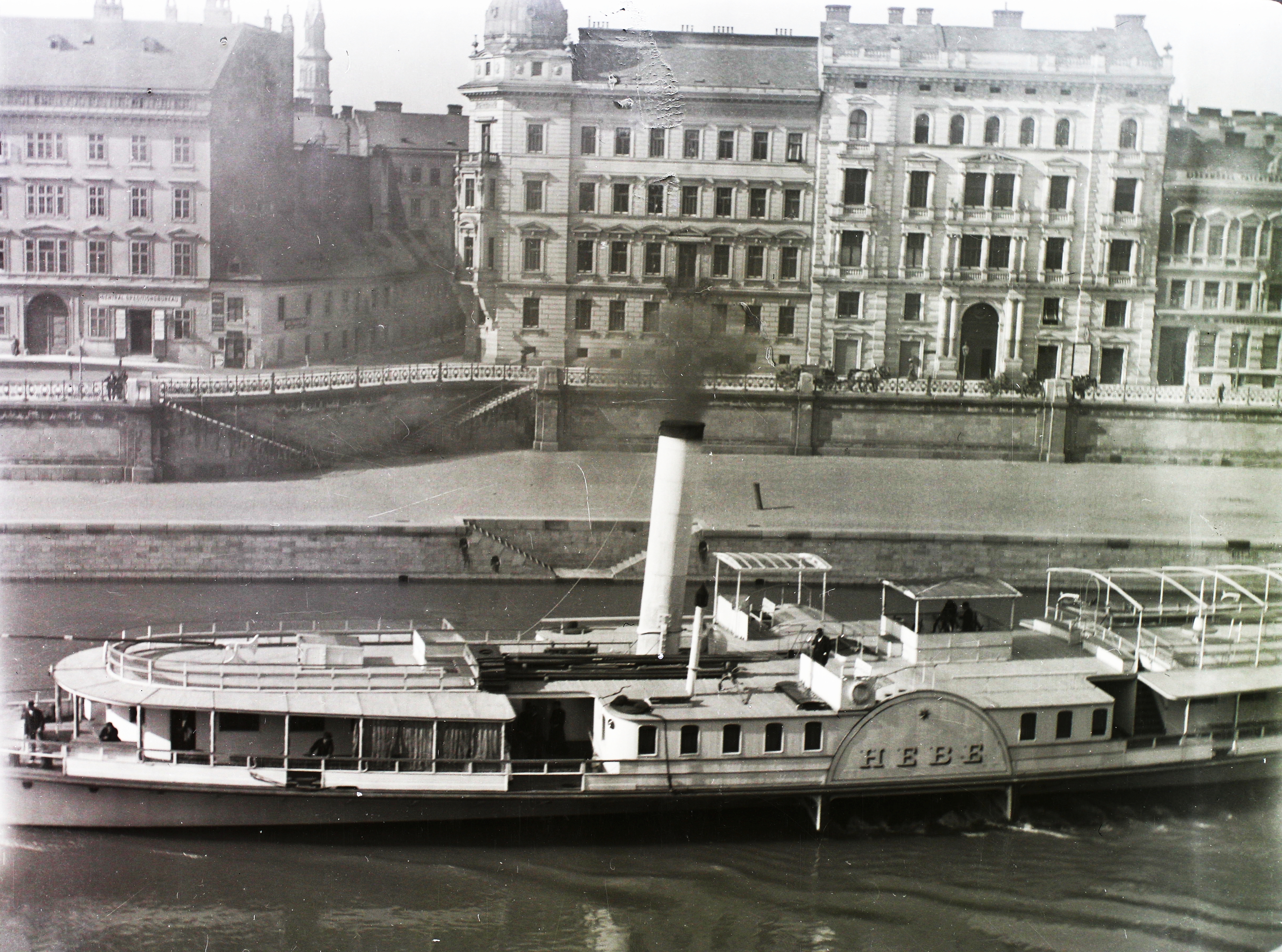
Die Hebe im Wiener Donaukanal
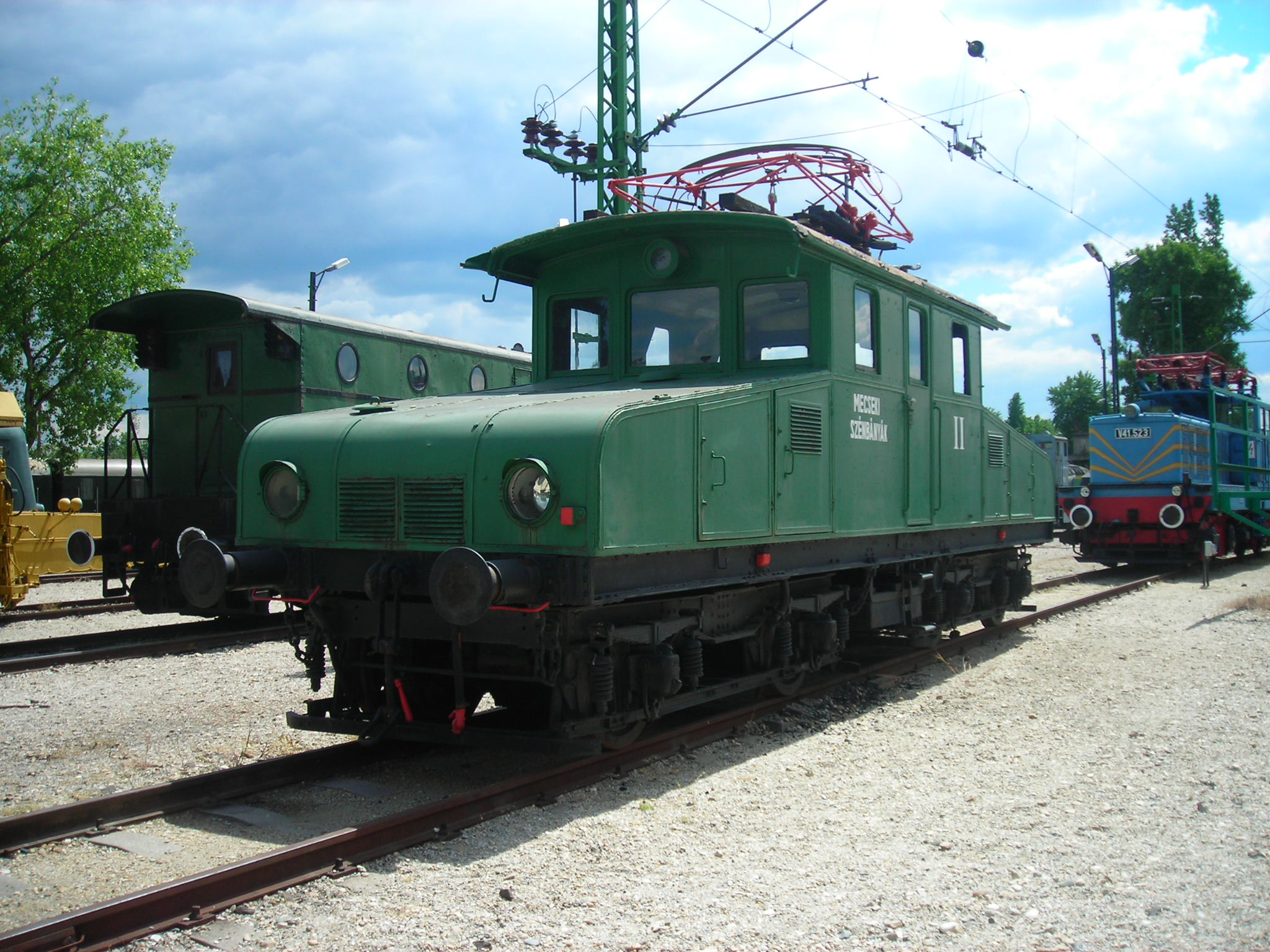
Elektrolokomotive der DDSG-Kohlenbahn von Ganz & Co.
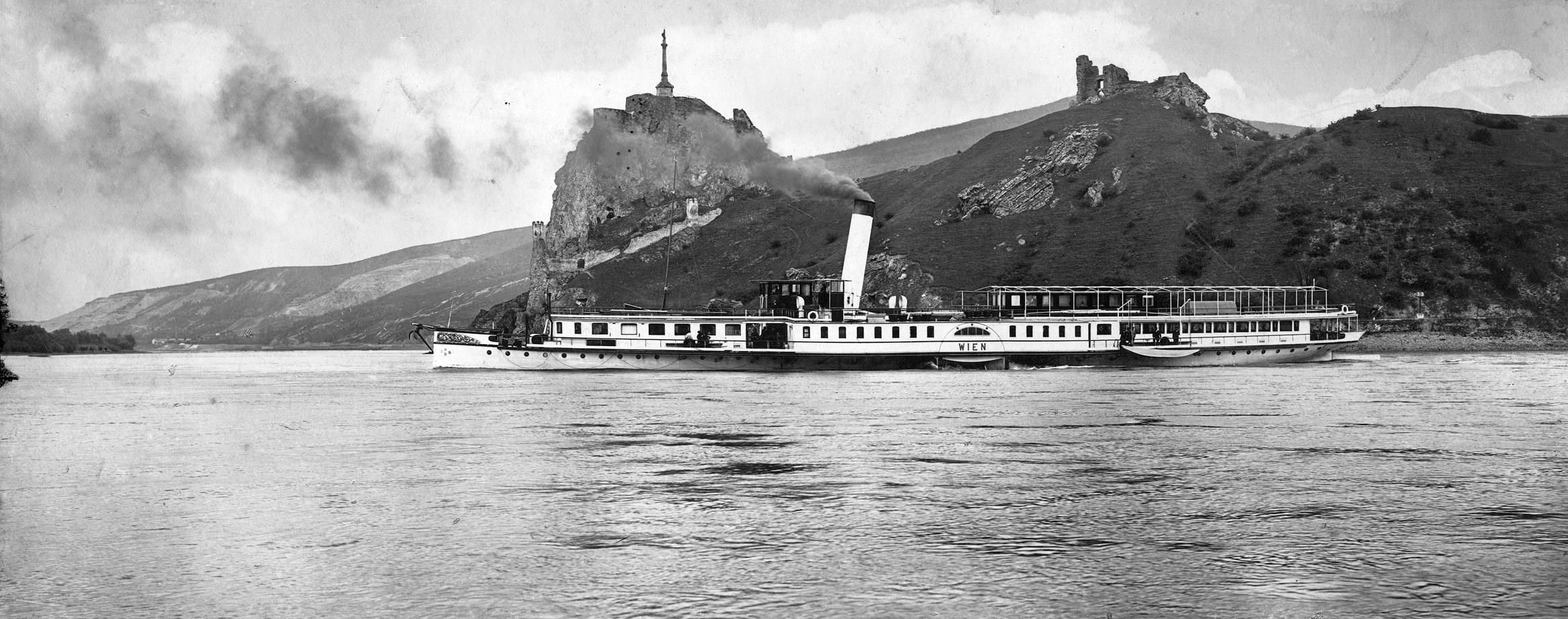
Die Wien bei der Marchmündung in Theben zu Berg (1920)
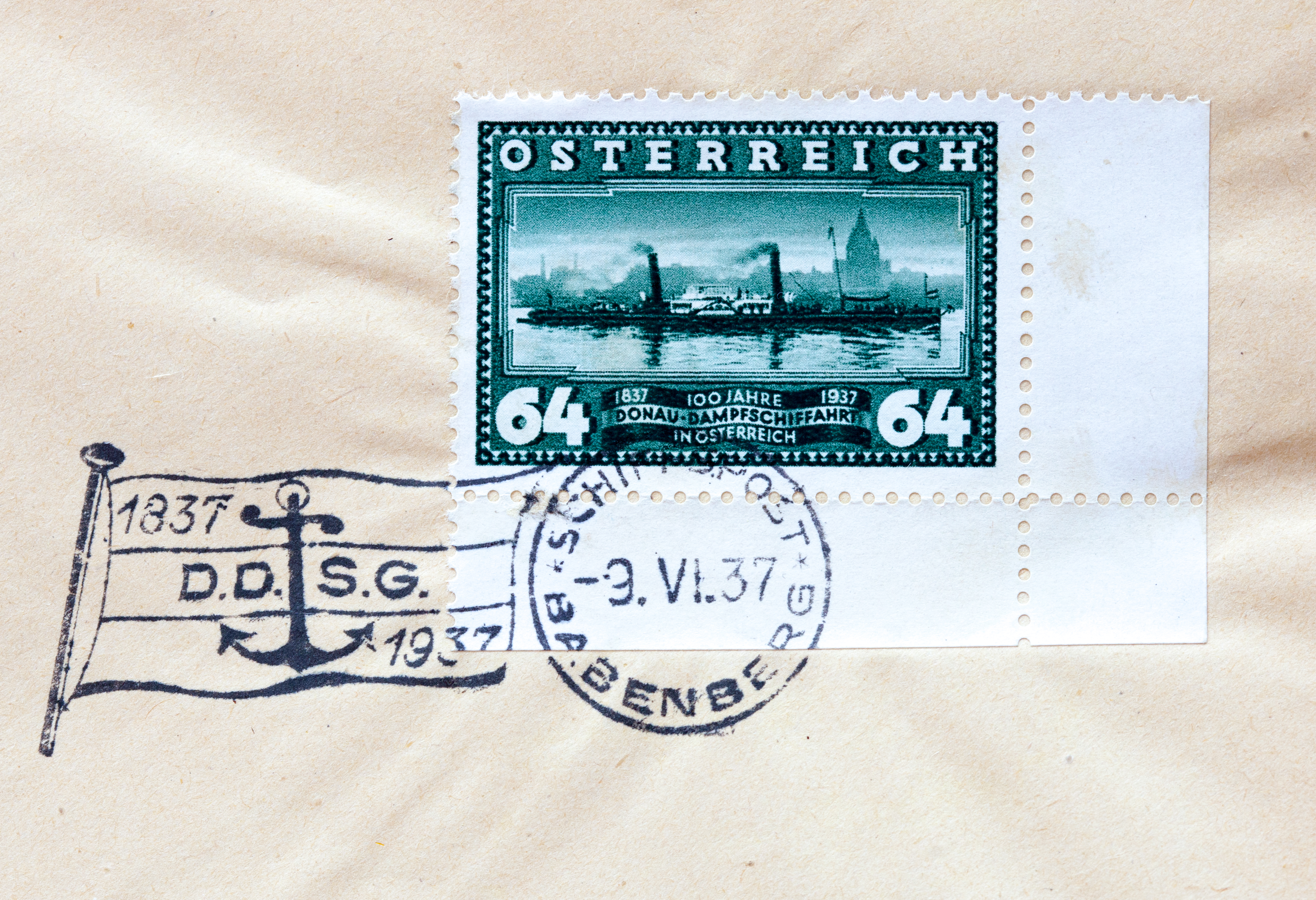
Briefmarke der Österreichischen Post zum 100 Jahr-Jubiläum der ersten Dampferfahrt zwischen Wien und Linz (1937). Abgebildet ist die Oesterreich
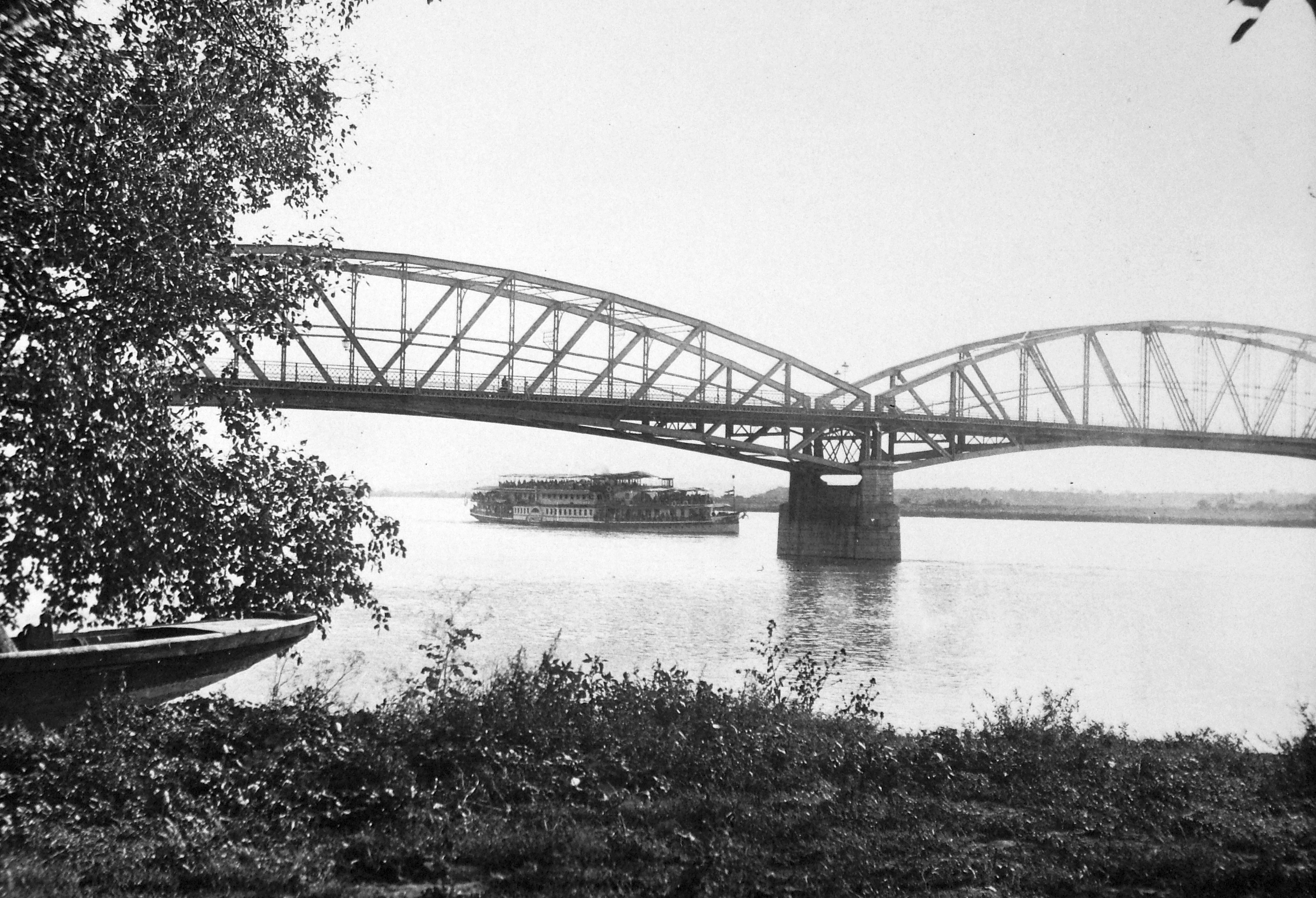
Die Marie Valerie-Brücke in Esztergom mit dem DDSG Eildampfer Uranus (1936)
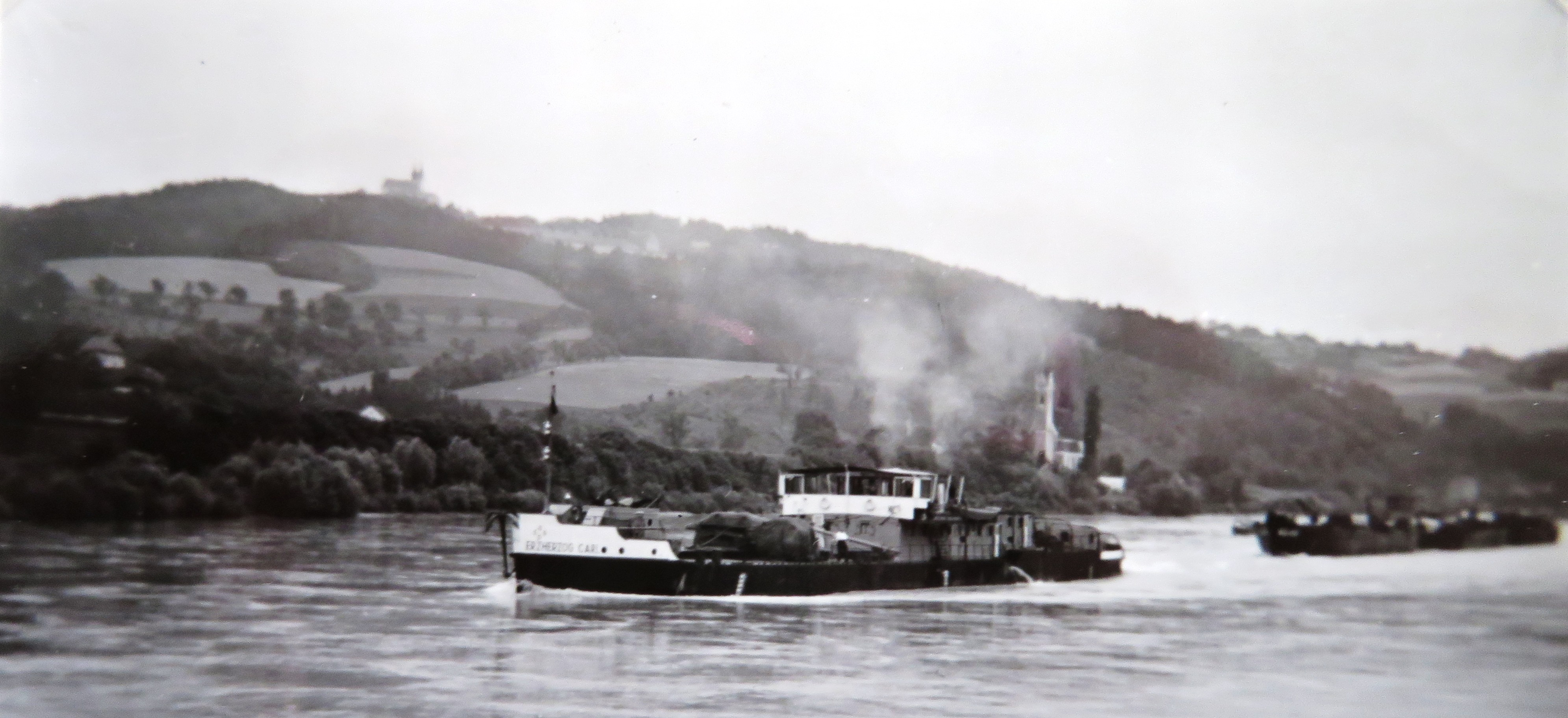
Motorgüterschiff Erzherzog Carl, gebaut 1937
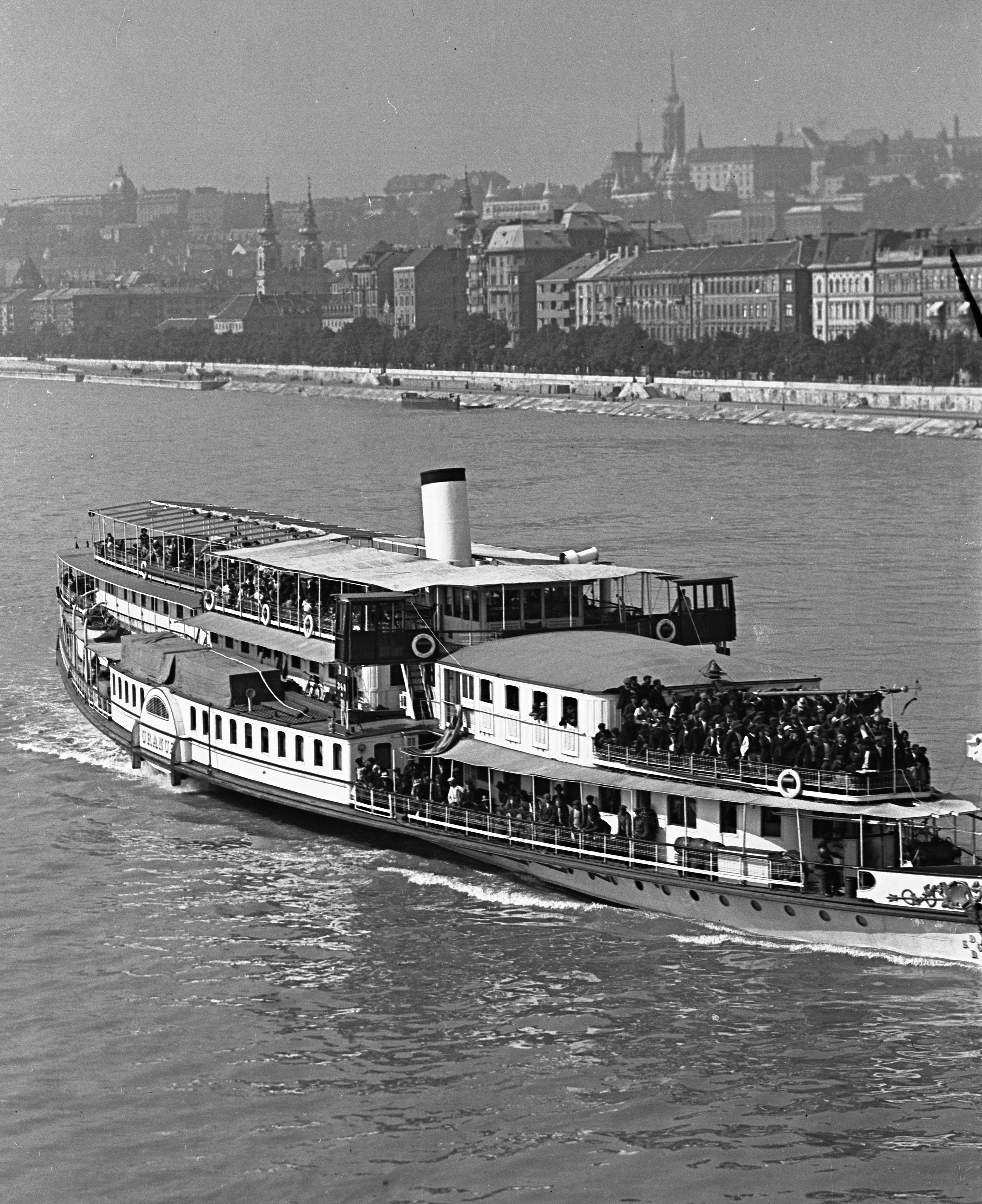
Der DDSG Eildampfer Uranus (gebaut 1920) läuft in Budapest ein (1938)
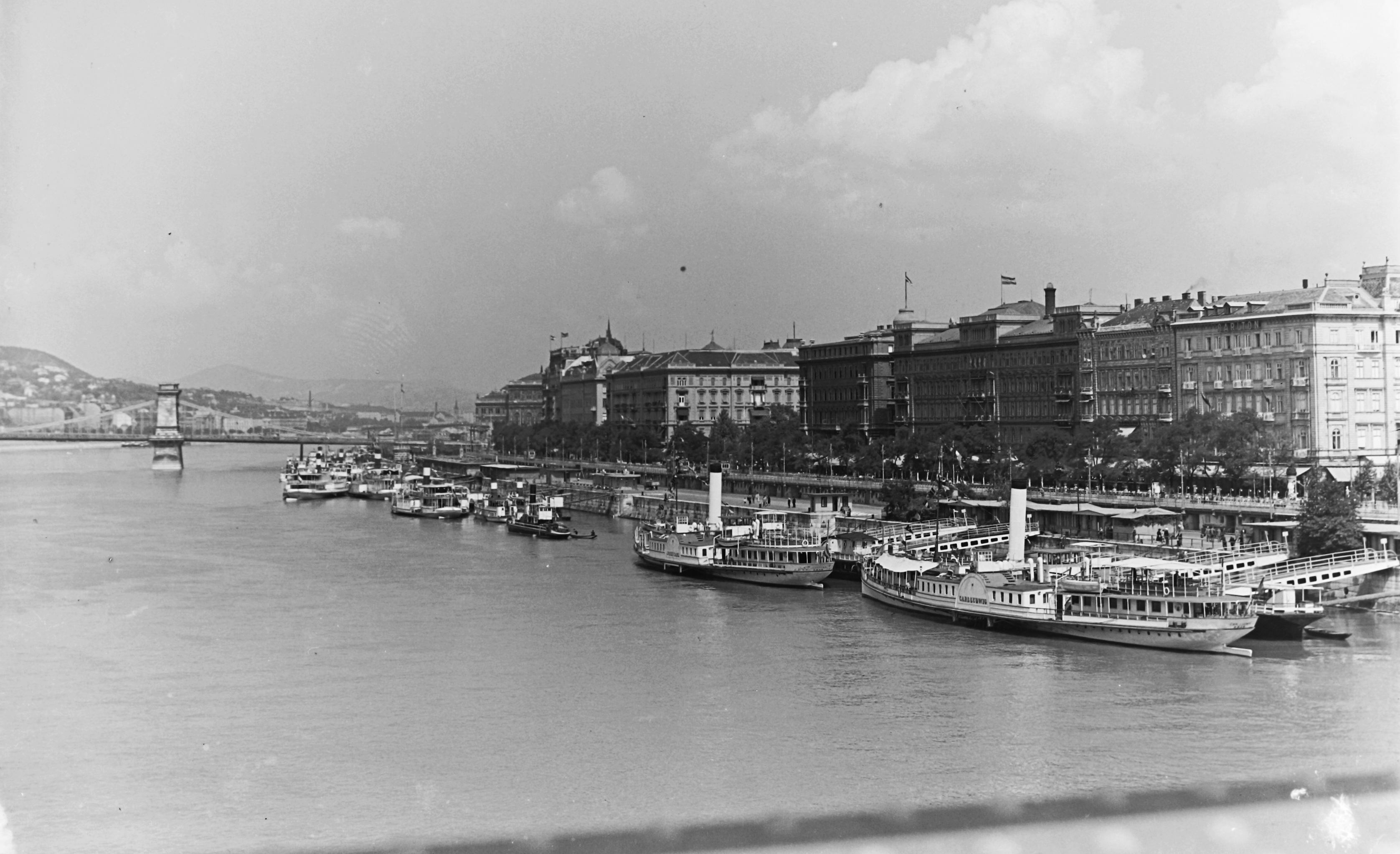
DDSG-Agentie in Budapest (1938)
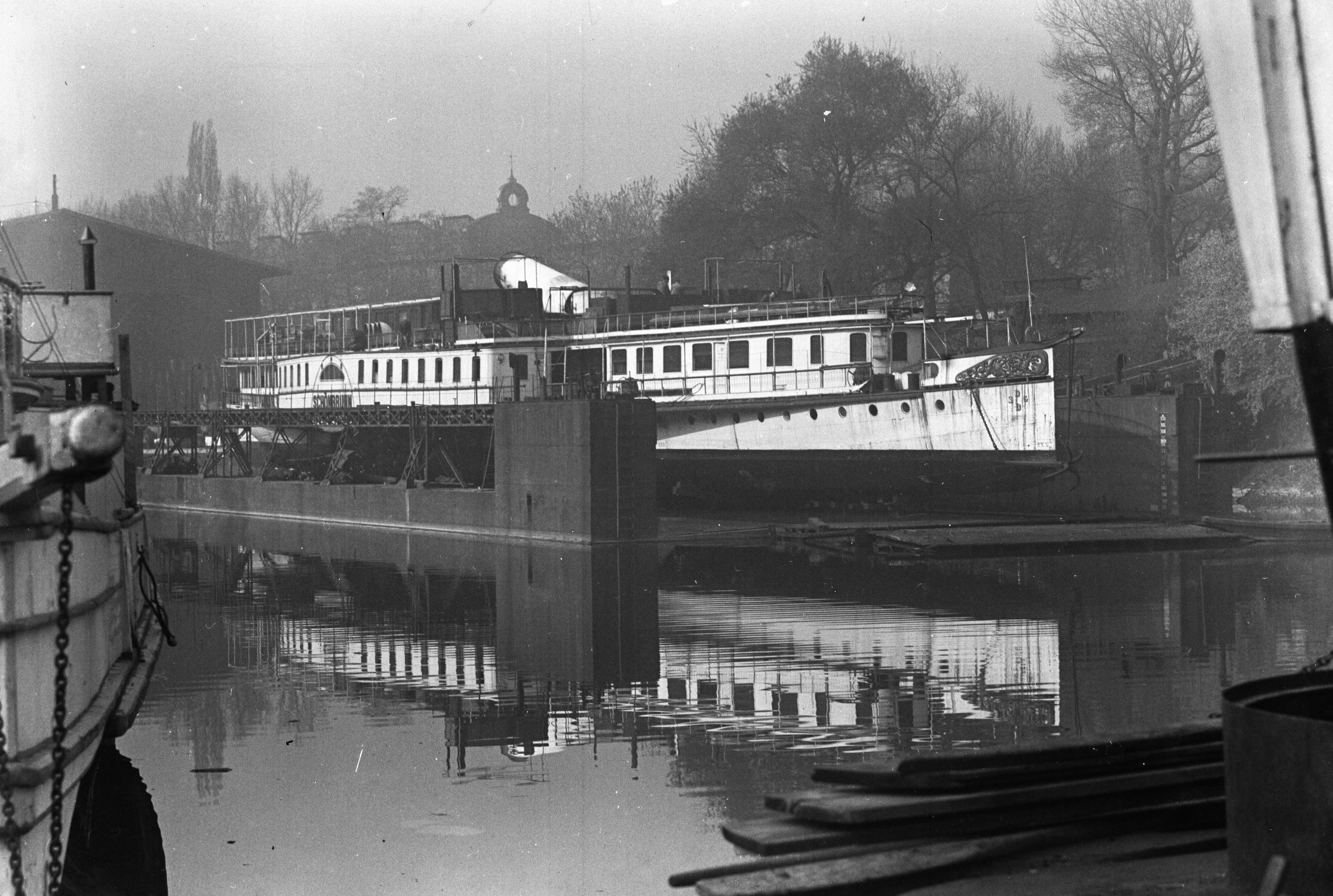
Die Schönbrunn im Schwimmdock der DDSG-Werft in Òbuda (1938)
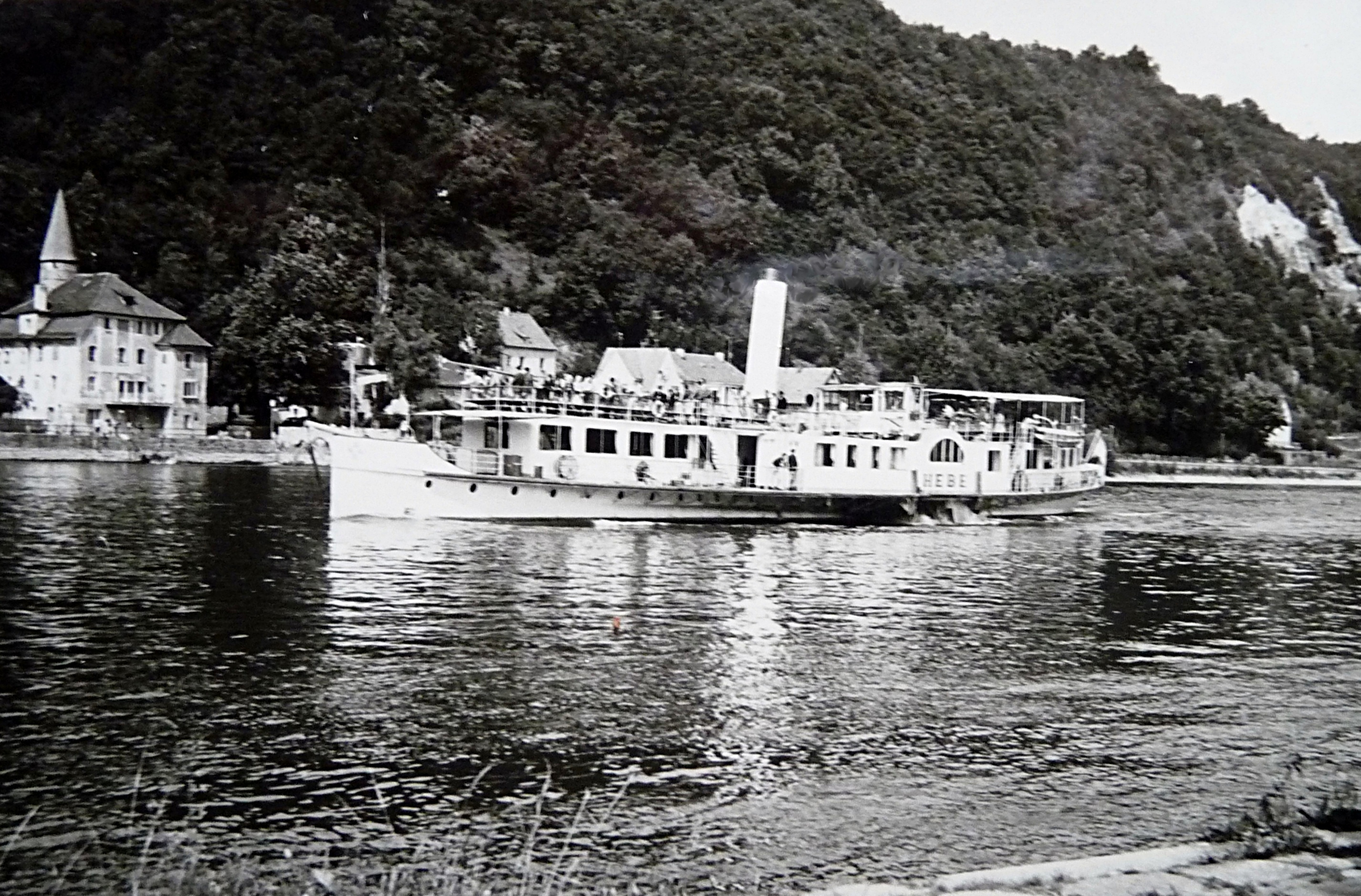
Die Hebe erreicht Passau
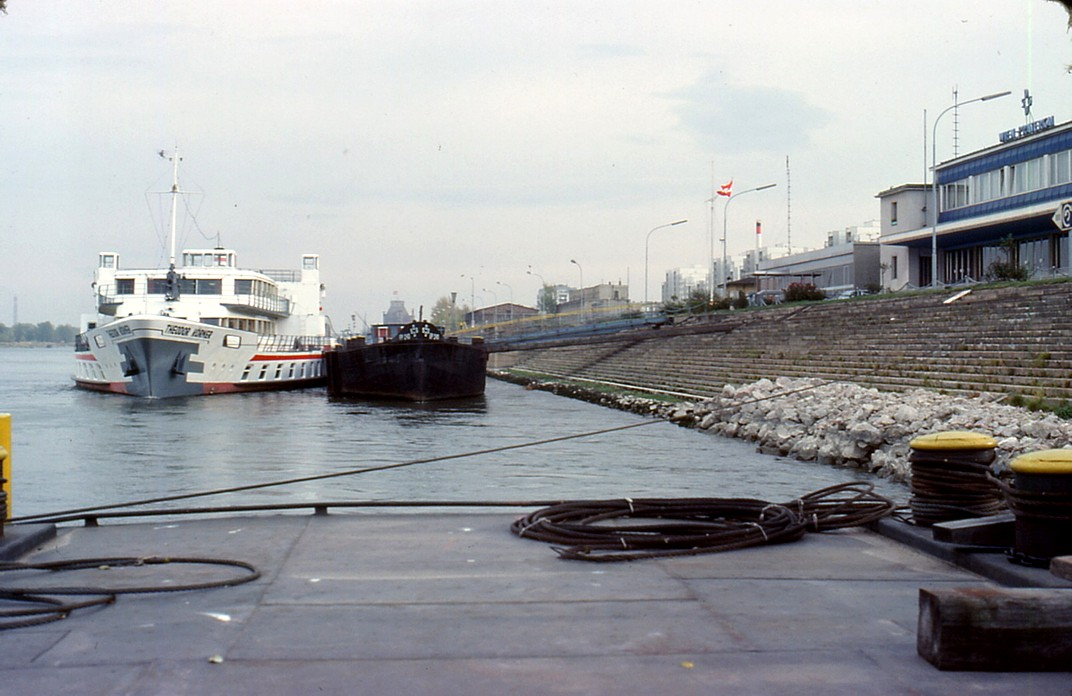
DDSG Schiffsstation Wien Reichsbrücke mit dem Kabinenschiff Theodor Körner
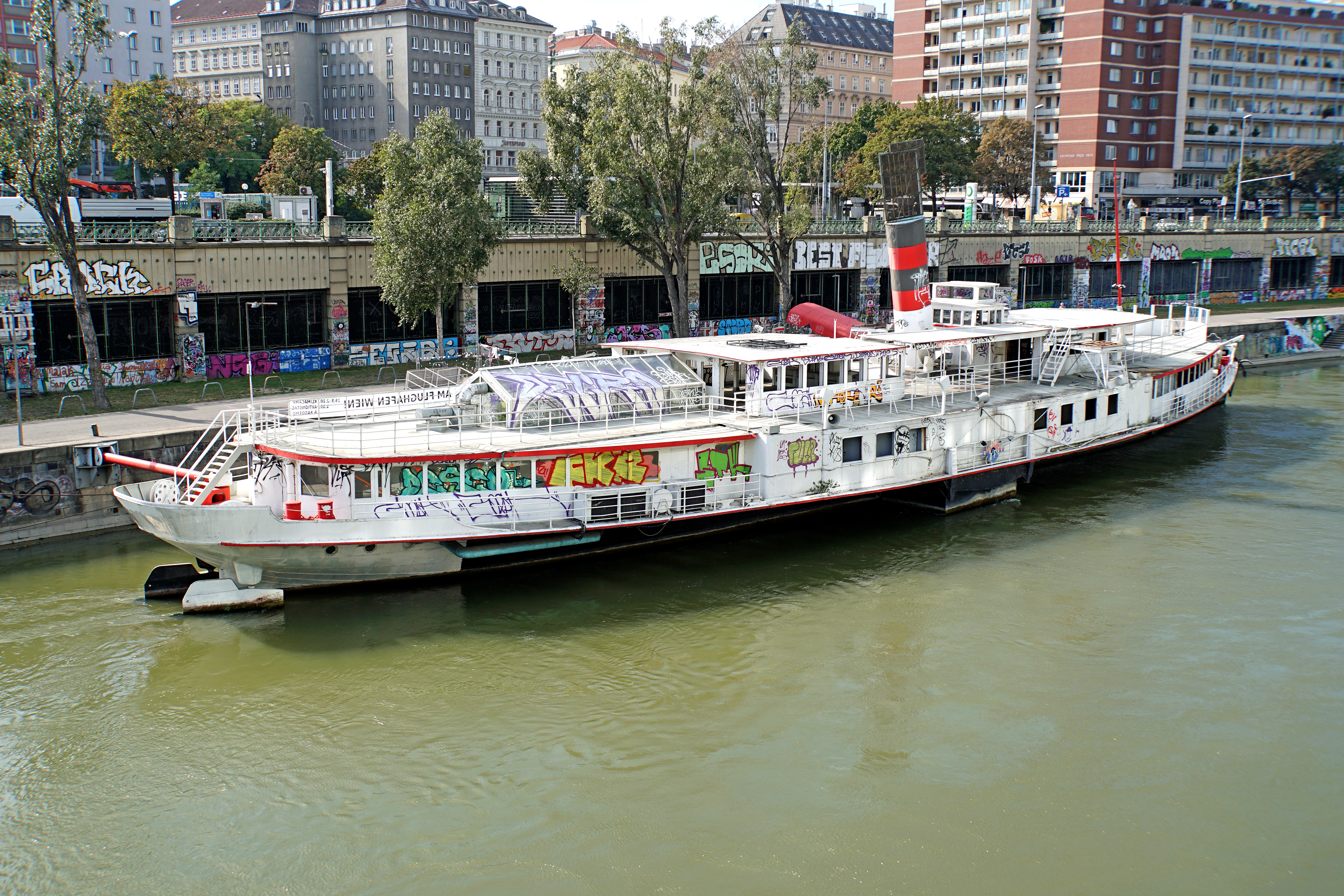
Der mittlerweile verschrottete DDSG Salondampfer Johann Strauss
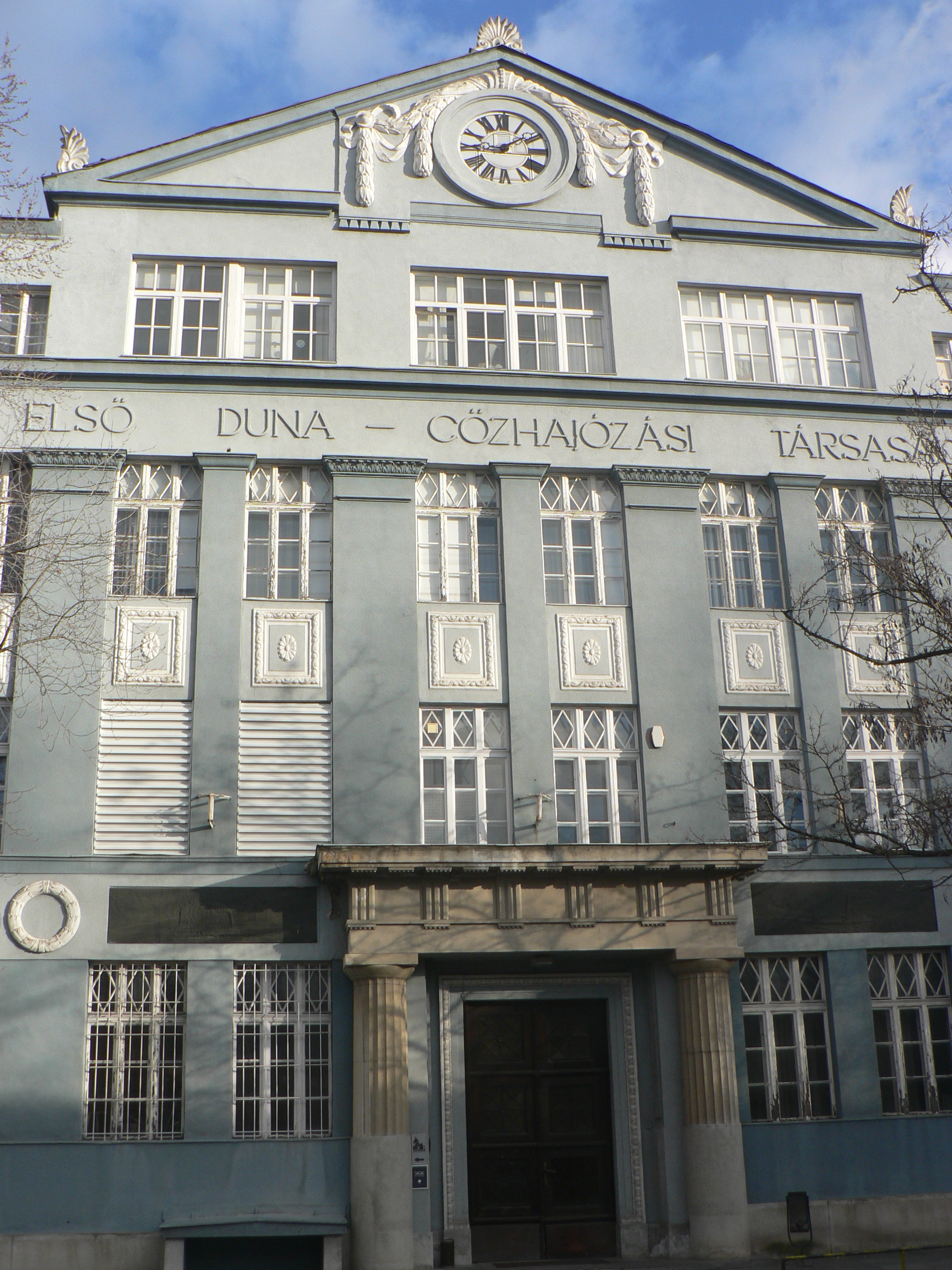
Hauptgebäude der ehem. DDSG-Werft Òbuda (1993 geschlossen) mit dem ungarischen Firmenwortlaut
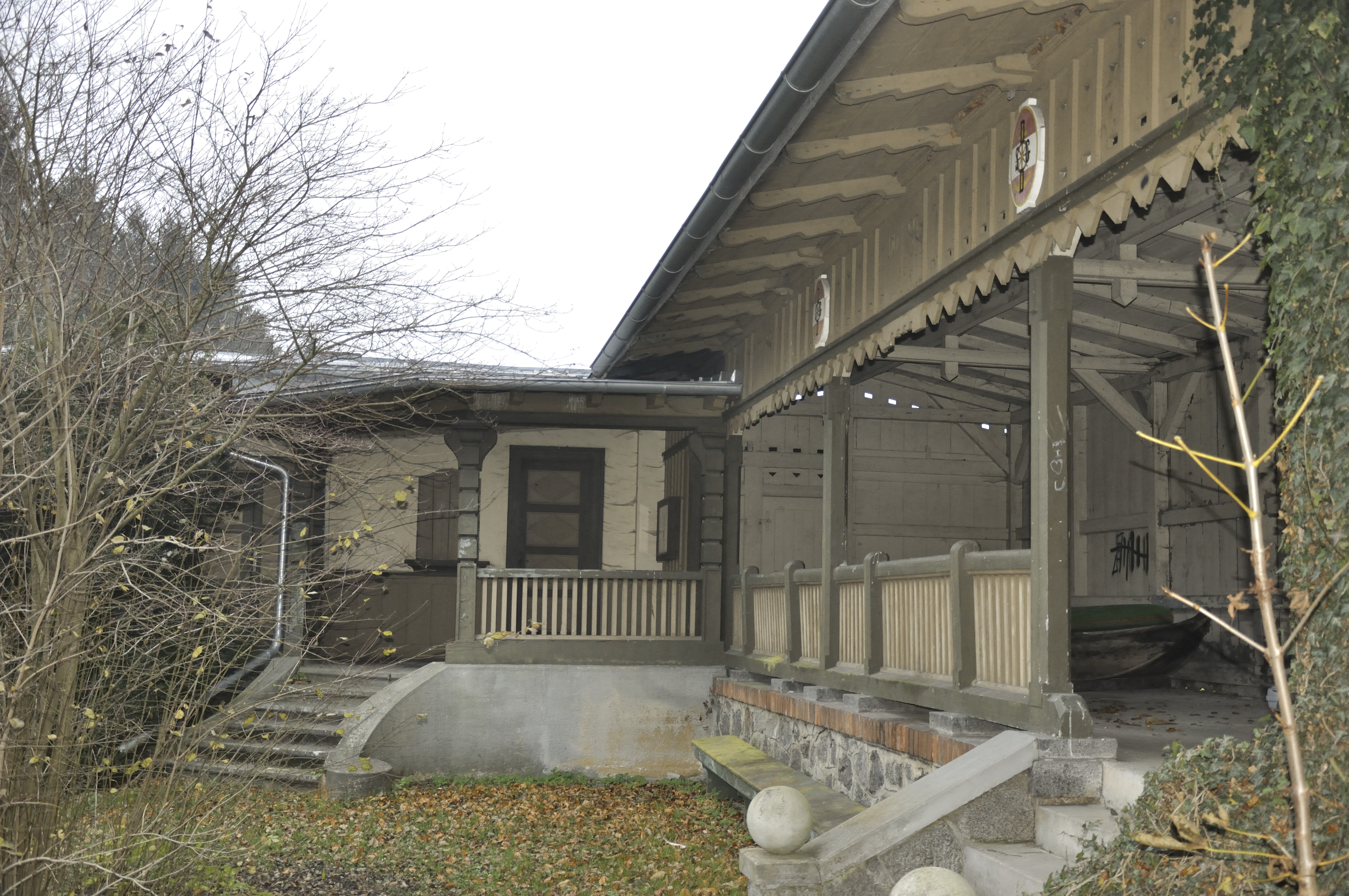
Ehemaliges DDSG Agentie-Gebäude (Schiffsstation) in Ottensheim-Wilhering
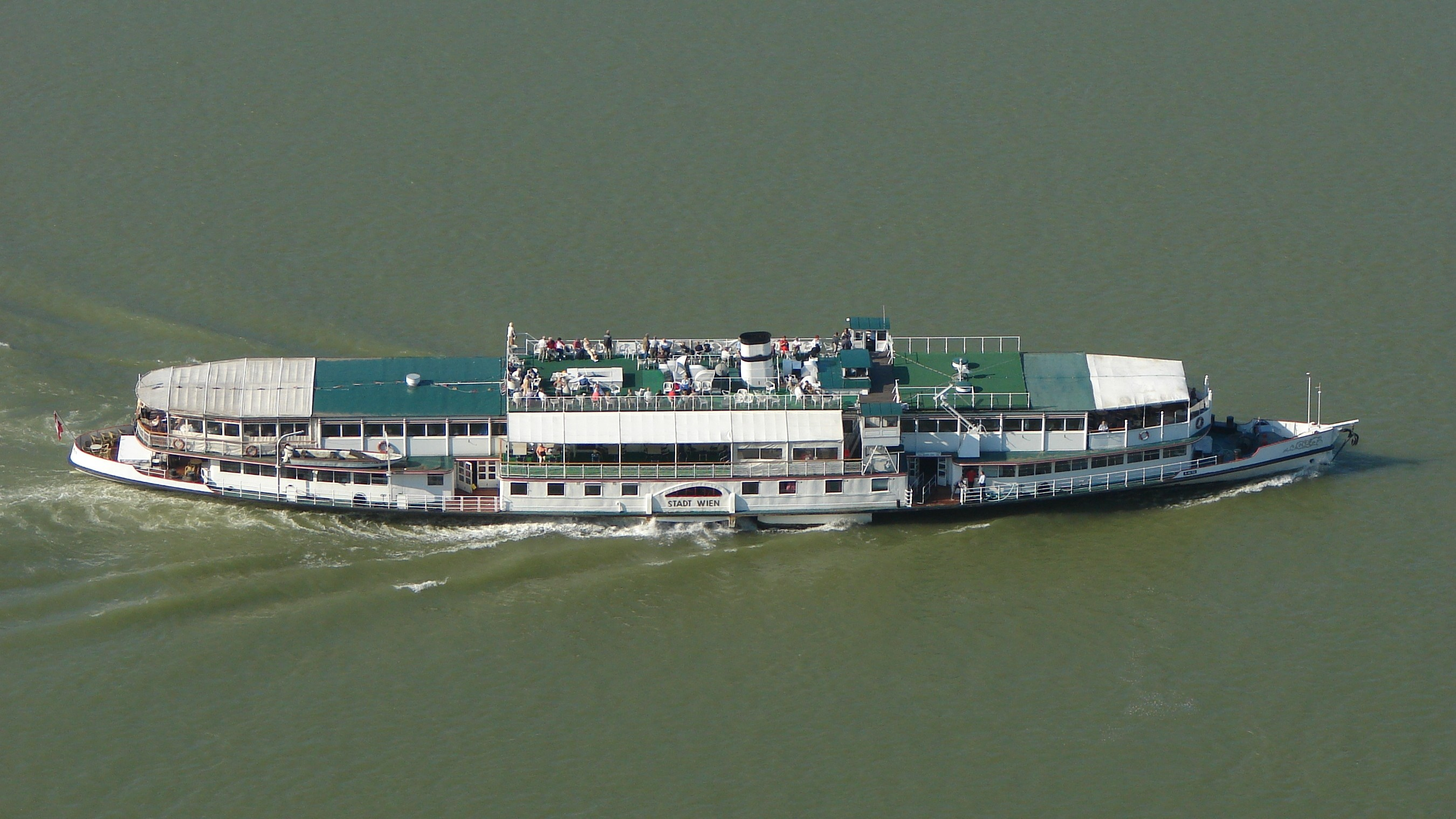
Die 1939 gebaute MS Stadt Wien
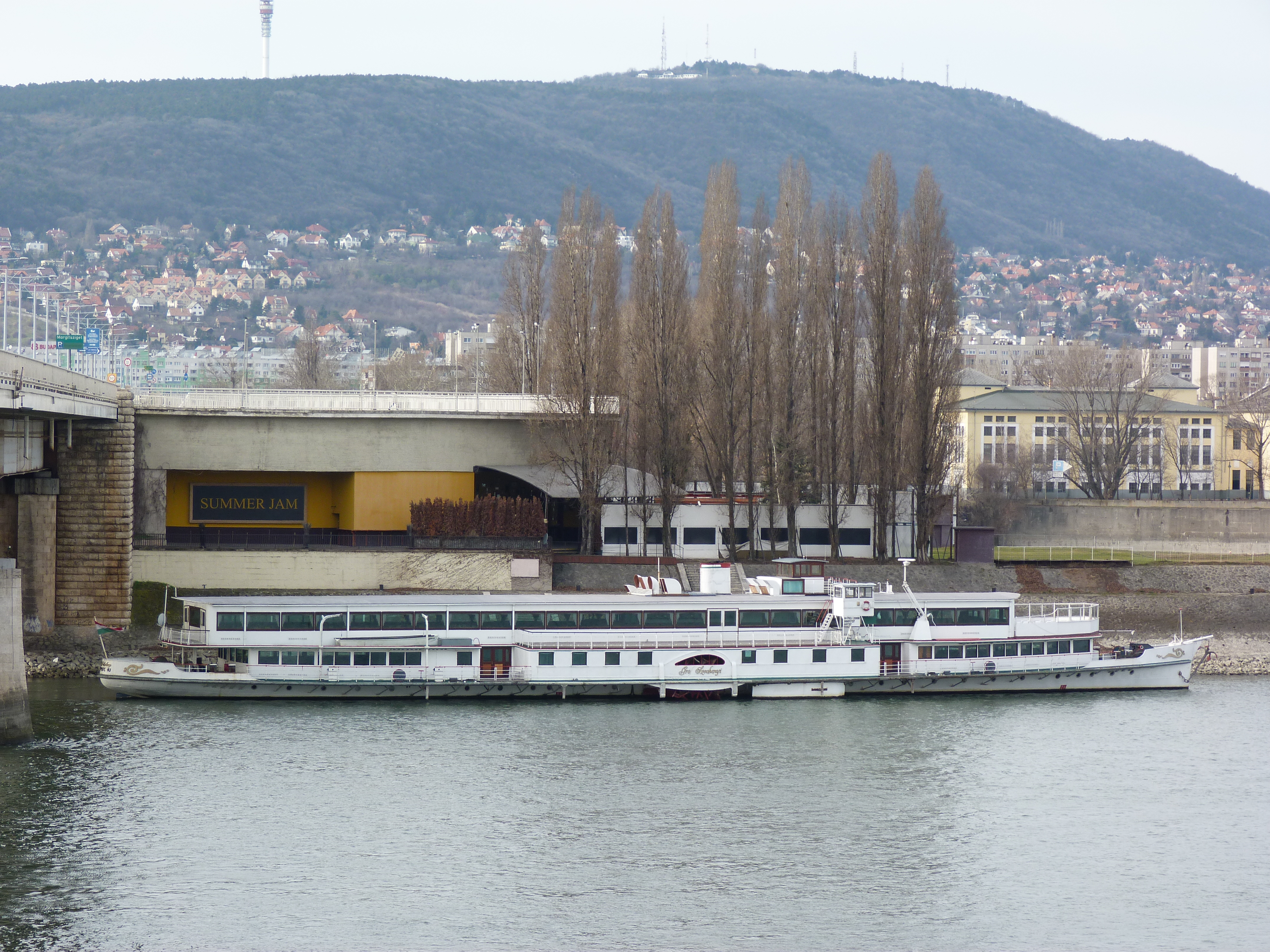
Die ehemalige Stadt Passau von 1940 liegt jetzt als Restaurantschiff in Budapest
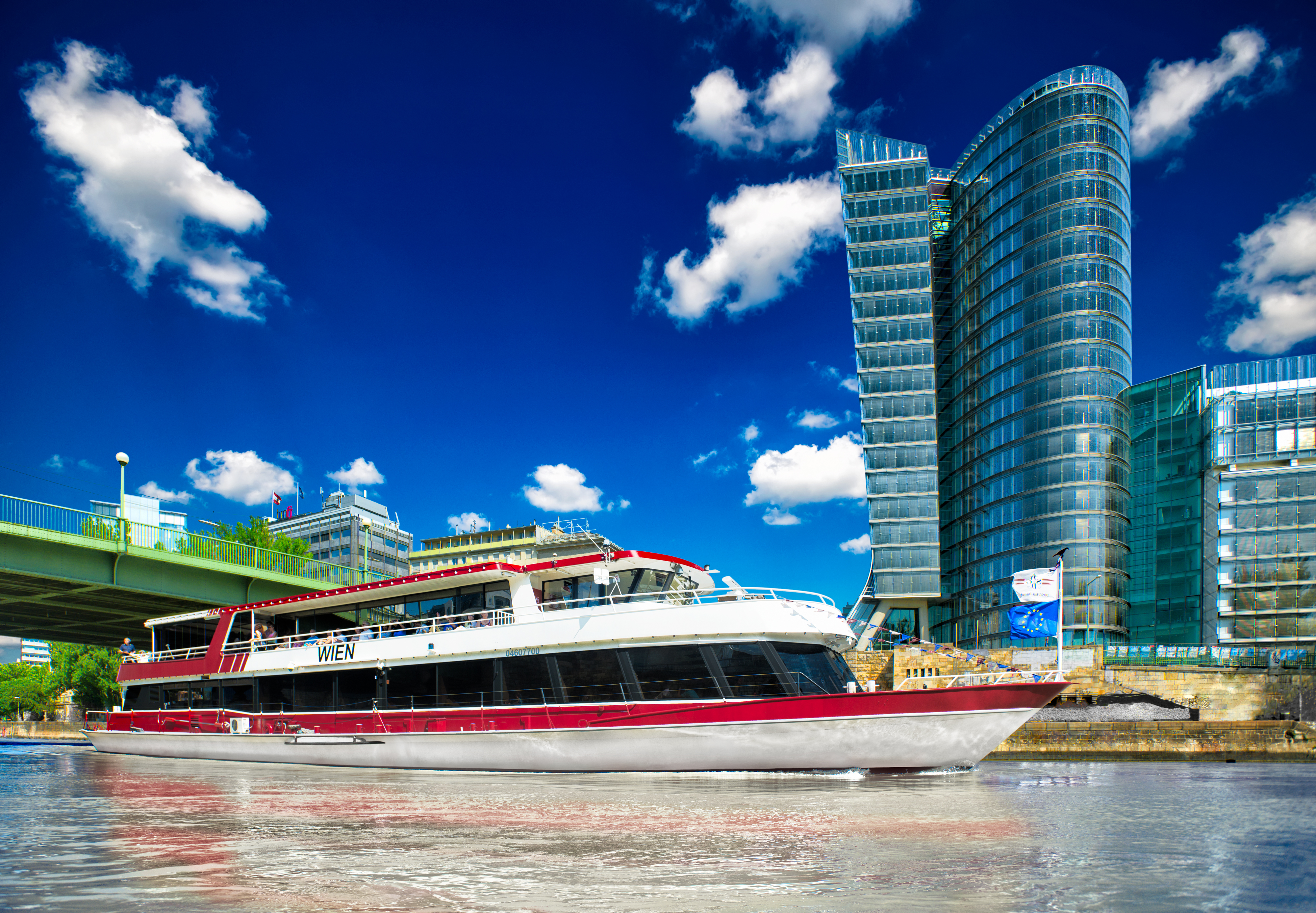
MS Wien am Donaukanal

## Film
- Jonathan Vaughan: Donau-Dampfschiffahrts-Gesellschaft – Habsburgs Wiener Flotte. ORF, 2020, 45 Min.  (mit Kapitän H. Giracek; auch DFS Schönbrunn, Schiffswerft Korneuburg – Museumsverein)